# AC/DC
AC/DC（意為交流電/直流電）是澳洲搖滾樂團，1973年由馬爾科姆·楊和安格斯·楊兄弟兩人在雪梨組成。音樂風格主要被歸類為硬式搖滾和藍調搖滾，在1970年代至1980年代期間，他們被美國權威音樂雜誌《滾石》和其他不同的媒體歸類為重金屬音樂，也是將硬式搖滾和重金屬音樂結合起來的宗師。但樂團成員從來不認為自己是重金屬樂團，始終只以簡單的「搖滾」自居。目前樂團陣容為主音吉他手安格斯·楊、節奏吉他手史提維·楊、貝斯手克里夫·威廉斯、鼓手菲爾·路德以及主唱布萊恩·強森，其中為樂團創始元老的僅安格斯·楊一人。截至2016年，樂團已發行16張錄音室專輯、4張現場專輯、1張迷你專輯、2張原聲帶、10張影像作品、3套典藏盒組，47張單曲和58支音樂錄影帶。
AC/DC組建後立即經歷了劇烈的陣容變化，時間長達一年多，直到1975年發行第一張錄音室專輯《高壓電》後才穩定下來。1977年貝斯手馬克·埃文斯被替換成克里夫·威廉斯後，發行第五張專輯《電世紀》。在發行經典的第六張專輯《地獄公路》不到半年，主唱邦·史考特在1980年2月19日突然死亡，官方死因是酒精中毒。樂團遭逢巨變後考慮解散，但受到邦·史考特父母的鼓勵，最終決定尋找新主唱、繼續前進。前英倫玩咖成員布萊恩·強森獲選為新主唱，隨後發行第七張專輯《回歸黑暗》，全黑的專輯封面是向邦·史考特致哀，而這張作品也使樂團升上全新的高度，成為他們的暢銷作品之一。
第八張專輯《向搖滾致敬》讓樂團首次奪下美國告示牌二百強專輯榜冠軍。鼓手菲爾·路德於1983年被開除，由西門·萊特取代，1989年西門·萊特離開AC/DC加入羅尼·詹姆斯·迪歐的迪歐。在1990年代初發行第十二張專輯《剃刀邊緣》後，樂團的人氣又開始上升。鼓手克里斯·斯雷德在1994年自願離開，菲爾·路德則受邀回歸，並於1995年繼續與樂團推出第十三張專輯《轟天球》。2000年發行的第十四張專輯《咬緊牙關》受到許多評論家的好評。2008年的第十五張專輯《黑冰風暴》是該年度銷量排名第二高的專輯，也是繼《向搖滾致敬》之後，另一張在全世界數十個國家中排名第一的強勢專輯。1994年後，樂團陣容保持了二十年的穩定狀態。2014年起，由於馬爾科姆·楊罹患失智症退休、菲爾·路德官司纏身、布萊恩·強森聽覺受損嚴重而陸續離開樂團。槍與玫瑰成員艾索·羅斯於2016年加入剩餘的巡演。之後貝斯手克里夫·威廉斯也在巡演結束時宣布退休。
AC/DC已經在全球銷售了超過2億張唱片，包括美國國內的7970萬張銷售認證，成為美國史上銷售量最高的音樂家第10名、全球音樂史上最暢銷的音樂家第11名，以及世界上第二大商業成功的重金屬樂團（僅次於齊柏林飛船）。第七張專輯《回歸黑暗》因為銷量達到5000萬張（包括美國國內的2200萬張），成為全球最暢銷專輯第二名（僅次於麥可·傑克森的《顫慄》），也是全球史上銷量最高的樂團作品。美國電視頻道VH1將AC/DC列為「百大優秀硬搖滾樂團」第4名（僅次於齊柏林飛船、黑色安息日與吉米·罕醉克斯體驗樂團）。美國音樂頻道MTV將AC/DC評為「有史以來最偉大的金屬樂團」第7名。2003年進入搖滾名人堂。2004年《滾石》雜誌將他們列為「有史以來最偉大的一百個音樂家」第72名。知名唱片製作人瑞克·魯賓也在《滾石》雜誌上的一篇文章中評價AC/DC是「有史以來最偉大的搖滾樂團」。2010年，VH1再度將他們列為「有史以來最偉大的一百個音樂家」第23名。

## 歷史

### 背景與名稱由來
喬治·楊、馬爾科姆·楊和安格斯·楊三兄弟出生在英國蘇格蘭格拉斯哥的一個工人階級家庭。因英國經濟低迷，1963年舉家移民至較繁榮的澳洲，他們定居在新南威爾斯州的雪梨。喬治是兄弟中第一個學習彈吉他的。他組建了輕快節奏，成為1960年代中期澳洲最成功的樂團。1966年，輕快節奏打進英國市場，成為第一支在國際樂壇上成名的澳洲樂團，他們最著名的歌曲是〈盼著週末〉。輕快節奏的成功深深影響了兩個弟弟，馬爾科姆·楊在哥哥的教導下，吉他技術進步神速。安格斯·楊很快也有了屬於自己的電吉他。1971年，馬爾科姆·楊在紐卡索加入了地下絲絨（並非紐約的地下絲絨），安格斯·楊也成為勃然大怒的成員。

1977年，樂團標誌由美國平面設計師傑拉德·威爾塔設計，它在《搖滾蔓延 (AC/DC專輯)》國際版封面上首次出現。

1973年地下絲絨解散後，馬爾科姆·楊找來弟弟安格斯·楊共組樂團，並開始思索名字。他們的姐姐瑪格麗特·楊在一台縫紉機上看見「AC/DC」的字樣，這個縮寫意思是交流電／直流電，兄弟兩人覺得這個帶電的名字能象徵樂團的原始能量，因為他們很喜歡演奏充滿力道的音樂。「AC/DC」的發音是每次一個字母，不過澳洲人常把它連在一起念作「Acca Dacca」。樂團在「AC」與「DC」的中間以高壓電符號分隔，並用在所有的錄音室專輯封面上（除了國際版的《下流痞子》）。1977年，AC/DC委託美國平面設計師傑拉德·威爾塔設計出沿用至今的標誌，在《搖滾蔓延》的國際版封面上首次出現。
不過，當時兄弟兩人並不知道「AC/DC」這個縮寫在美國俚語中是雙性戀的意思。直到很久之後，有一次他們在計程車上與司機交談才得知這個字的特殊意涵。雖然他們感到無言以對，但由於在早期造成了尷尬情形，樂團在接下來幾年中不斷強調他們是異性戀者。一些宗教團體將「AC/DC」解讀為「反基督/惡魔之子」、「反基督/魔鬼基督教」和「後基督/魔鬼降臨」的縮寫，指控樂團的名字有邪惡意涵。馬爾科姆·揚嘆道：「就算我們鉅細靡遺地講了縫紉機的故事，他們還是認為『才不只是這樣，一定還有更多別的意義』」。

### 組建與早期（1973 - 1974年）
1973年11月，兄弟兩人成立AC/DC，馬爾科姆·楊是節奏吉他手，安格斯·楊是主奏吉他手。他們招募了貝斯手賴瑞·凡·克里特、主唱戴夫·埃文斯和鼓手科林·伯吉斯。1973年跨年夜，音樂人吉恩·皮爾森替樂團預訂到雪梨邦笛海灘衝浪救生俱樂部的場次，他們在那裡進行第一次公開表演，翻唱了滾石樂隊、查克·貝里和披頭四樂團的歌曲。在第一次演出半年後，樂團成員開始來來去去，鼓手科林·伯吉斯先後換成羅恩·卡本特、彼得·克拉克、羅素·科爾曼，貝斯手賴瑞·凡·克里特也被羅柏·貝利取代。與此同時，安格斯·楊希望能有個特別的服裝造型，來跟其他樂團區分。他先後嘗試穿過蜘蛛人、蒙面俠蘇洛、金剛和模仿超人的服裝上台表演。不過因為姐姐瑪格麗特·楊經常看見他衝回家換掉校服、又拿著吉他跑出門後便說：「你為什麼不一直穿著它呢？」，因此他就開始穿上艾士菲男子高中的學生制服表演，日後又改成小學生制服，成為他最具特色的形象。在樂團最早期的一段時間裡，大多成員都會搭配緞面衣服或華麗配件。在幾次表演後，戴夫·埃文斯因為經常與樂團經理起爭執，引起成員們對他的不滿。
1974年夏季，樂團的現場實力已經建立起良好口碑，受邀擔任盧·里德的澳洲巡演暖場團。與此同時，在巡演經紀人麥可·喬格的推薦下，墨爾本一位經驗豐富的活動發起人麥可·布朗寧邀請樂團到他的硬搖滾俱樂部演出。麥可·布朗寧曾經擔任比利·索普和阿茲特克樂團的樂團經理，嘗試進軍英國市場失敗。他不喜歡AC/DC的搖滾形象，認為戴夫·埃文斯是個差勁的主唱，但是兄弟檔吉他手卻擁有讓人印象深刻的演奏實力。不久之後，麥可·布朗寧接到AC/DC的電話，說他們的樂團經理不幹了，成員因為沒錢坐車被困在阿得雷德。麥可·布朗寧把他們接回雪梨，開始擔任AC/DC的樂團經理，並請他們在硬搖滾俱樂部演出第二次。在演唱會之後，曾與大哥喬治·楊一起待過輕快節奏、現為唱片製作人的哈利·萬達也開始跟他們合作。由於墨爾本的天鉤樂團也採用浮誇形象，兄弟兩人決定拋棄這種風格，改為追求更硬派的藍調聲，因此成員們同意，戴夫·埃文斯不適合繼續擔任樂團的主唱。在這段時間裡，他們也把樂團的根據地搬到墨爾本，在那裡他們經常彈奏硬式搖滾。

### 邦·史考特時期（1974 - 1980年）

#### 起步（1974 - 1975年）

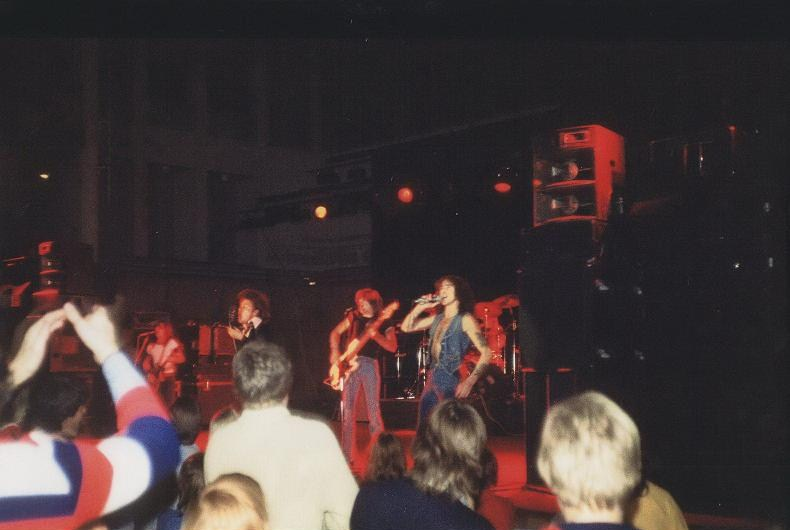
1975年的AC/DC。

1974年9月，在喬治·楊的朋友文森·拉烏格羅夫推薦下，經驗豐富的邦·史考特加入AC/DC、取代了戴夫·埃文斯。和兄弟兩人一樣，邦·史考特也是在蘇格蘭出生，孩提時期也移民到澳洲，1964年起就開始玩樂團了。戴夫·埃文斯只與AC/DC錄製過兩首歌——〈我能坐妳旁邊嗎〉和〈在客廳玩搖滾〉。這兩首歌之後重新錄製成〈我能坐妳旁邊嗎〉（收錄在1975年的《黃色炸藥》和1976年的《高壓電》）。
1974年11月，樂團進錄音室錄製作品，製作人是喬治·楊及哈利·萬達，花費十天完成。1975年1月，樂團預計要登上森伯里流行音樂節表演，但是因為和深紫的樂團經理發生爭執而沒有上台。2月17日，AC/DC在澳洲當地發行了第一張錄音室專輯《高壓電》。大部分音樂都是兄弟兩人創作的，邦·史考特貢獻了一些歌詞，喬治·楊也參與了一些貝斯、吉他及和聲的部分。《高壓電》發行後幾個月，樂團陣容也已經穩定，除了擔任吉他手的兄弟兩人和主唱邦·史考特，貝斯手是馬克·埃文斯、鼓手是菲爾·路德，這個陣容代表樂團已經脫離動盪不安的時期。
1975年3月，樂團迅速展開新作品的錄製。12月1日，在澳洲和紐西蘭發行第二張錄音室專輯《黃色炸藥》。12月8日，發行單曲〈搖滾咖很難出人頭地〉。1976年2月23日，樂團為新歌〈搖滾咖很難出人頭地〉拍攝了音樂錄影帶，邦·史考特在裡面吹奏了風笛。這支音樂錄影帶登上澳洲廣播公司流行音樂電視節目《倒數計時》，成員在拖板貨車上遊街表演的影片在全國播出，使他們知名度大增，這首歌也逐漸成為搖滾樂界的國歌之一。1974年至1977年間，樂團定期出現在澳洲資深流行音樂評論家莫利·梅爾達倫主持的《倒數計時》節目中，受益於這檔澳洲電視史上最受歡迎音樂節目的推波助瀾，AC/DC成為澳洲有史以來人氣最高也最成功的搖滾樂團。

#### 國際成功（1976 - 1980年）

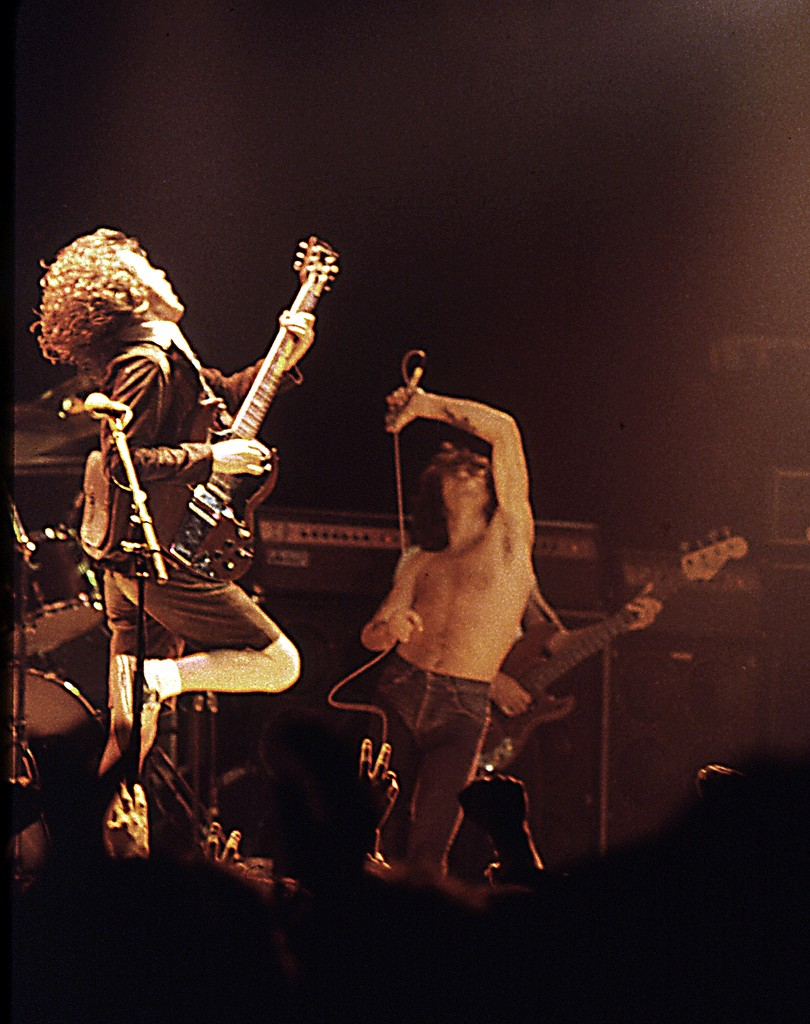
1979年，在愛爾蘭阿爾斯特音樂廳表演的AC/DC。

在樂團人氣以超乎預期的速度升高時，麥可·布朗寧替AC/DC爭取到美國大西洋唱片倫敦分公司資深副總裁菲爾·卡森的關注。1976年初，樂團與大西洋唱片簽署了國際唱片合約。AC/DC預計在4月25日起擔任後街遊民的巡演嘉賓，但由於該團吉他手保羅·科索夫死亡而取消。成員們在錄製完新專輯後，仍於4月1日飛往倫敦，從小型場地開始舉辦演唱會，在英國當地建立樂迷基礎。他們第一次英國公演位於漢默史密斯的紅牛酒吧。隨後大西洋唱片為他們籌辦了看好你家閨女巡迴演唱會，還得到英國音樂雜誌《聲響》的贊助。在當時，《聲響》是唯一一個仍然相對接受傳統搖滾樂的主流音樂雜誌。雖然有些場地的觀眾很少，但這次巡演大致上取得了成功。
與此同時，龐克搖滾熱潮在倫敦大爆發，並主宰了所有媒體和唱片公司關注，初來乍到的AC/DC有時會被英國記者們認定是龐克搖滾運動的一分子，但實際上成員們討厭龐克搖滾，認為龐克只是短暫的流行跟風而已。1979年成員被記者問到和龐克樂團是否有任何共鳴時，安格斯·楊否認，邦·史考特則搭腔：「龐克樂團是什麼東西？嘿，誰有啤酒？」。儘管龐克運動遭到英國社會視為過度放縱、過度產生的搖滾音樂，連帶包括重金屬音樂也遭到批判，不過AC/DC在這場批判聲浪中倖免於難，而且在這段時間裡，他們一直在英國維持著高人氣。除了安格斯·楊時常在舞台表演中露臀，有時會遭來輿論非議。
1976年4月30日，大西洋唱片發行了《高壓電》，內容選自AC/DC之前只在澳洲發行的《高壓電》和《黃色炸藥》。這是樂團第一張在全球市場中廣泛分銷的專輯，光是在美國就被認證賣出了三百萬張。7月，AC/DC每週一都在倫敦跑馬燈俱樂部演出，到了月底時，僅能容納七百人的場地擠進了超過一千人。8月，AC/DC為彩虹擔任歐洲巡演的暖場團。8月26日，登上著名的雷丁里茲音樂節表演，台下觀眾超過了五萬人。9月20日，發行第三張錄音室專輯《下流痞子》。和前作一樣，隨著發行版本不同，曲目也有些許異動，例如國際版有〈搖滾咖〉，澳洲版則有〈越獄〉。此外，當時美國沒有發行《下流痞子》，一直到多年後AC/DC爆紅才上市。12月，AC/DC結束成功的海外征途飛回澳洲，準備下一張專輯的製作。
在雪梨、墨爾本和阿得雷德舉行了幾場演出後，AC/DC於2月再度飛往英國舉行巡演，以及擔任黑色安息日的歐洲巡演暖場團。雖然邦·史考特和該團主唱奧茲·奧斯本一下子就成了好朋友，但是馬爾科姆·楊和該團貝斯手吉澤·巴特勒在酒後發生爭執，甚至拔刀相向。幸好奧茲·奧斯本撞見衝突後破口大罵：「你他媽的白痴，巴特勒，滾去睡覺！」，才沒有演變成流血衝突。之後，樂團再度與彩虹一起巡迴演出。5月，貝斯手馬克·埃文斯被樂團開除，由克里夫·威廉斯取而代之。馬克·埃文斯對外表示，因為他和馬爾科姆兄弟意見不一致所以被解雇，兄弟兩人從未說明開除他的原因。史詩唱片執行長李查·葛瑞夫斯說道：「馬克人太好了，所以他沒能堅持到最後」。馬克·埃文斯後來在2011年發行了自傳《下流勾當：我與AC/DC的那些日子》，描述了他與樂團的往事，以及被開除的細節。
AC/DC對1970年代末期出現的撒克遜、威豹樂隊、鐵娘子這些英國重金屬樂團產生了一定程度的影響力，他們很快在整個英國和歐洲掀起了英國重金屬新浪潮運動，重振了1970年代初期衰退的硬式搖滾，而AC/DC對此也具有啟蒙意義上的貢獻。2007年，音樂評論家保羅·艾略特指出，在黑色安息日、齊柏林飛船、深紫「重金屬三大元老」逐漸衰落之後，AC/DC、瘦李奇、幽浮、天蠍、摩托頭和猶大祭司等樂團都是「第二代冉冉升起的明星，填補了時代缺口」。1977年3月21日，在澳洲發行第四張錄音室專輯《搖滾蔓延》，7月25日發行國際版，登上美國告示牌二百強專輯榜第154名。
AC/DC在美國的首次亮相是透過密西根的WSNL廣播電台，主持人在節目中向美國聽眾介紹了「澳洲重金屬樂團AC/DC」。電台經理彼得·卡瓦那邀請樂團在弗林特國會劇場舉行了首次美國演出。樂團當時以〈強力電線〉開場，以〈搖滾咖很難出人頭地〉作為結束。AC/DC也展開了首次美國巡演，從夏季持續到冬季、從西部的德克薩斯州巡迴到東部的佛羅里達州。在佛羅里達的演出中，聚集了一萬三千人。而在紐約的演出中，安格斯·楊第一次使用了吉他無線系統。美國場次結束後，樂團又到英國及歐洲為新專輯宣傳展開巡演。11至12月間，在美國擔任接吻樂團和匆促樂團的暖場嘉賓。在回到澳洲休息後，1978年2月開始錄製新專輯。4月26日展開電流世代巡迴演唱會。5月5日發行第五張錄音室專輯《電世紀》，登上美國告示牌二百強專輯榜第133名。28場的英國巡演於5月29日結束，接著樂團又到美國為彩虹、薩沃伊布朗、接吻樂團、幽浮、史密斯飛船、藍牡蠣、埃利斯·庫珀、冥河合唱團和旅程樂團擔任暖場，並與廉價把戲舉辦聯名巡迴演唱會。
這張《電世紀》是新貝斯手克里夫·威廉參與的第一張專輯，也象徵著樂團開始展現更有難度的即興重覆段，延續《搖滾蔓延》建立的音樂藍圖。該專輯收錄的〈搖滾天譴〉也發行為單曲。《電世紀》是喬治·楊及哈利·萬達最後一次和邦·史考特合作的錄音室專輯，然而這也是AC/DC所有專輯中評價最低的。在電流世代巡迴演唱會進行期間，1978年4月30日在蘇格蘭格拉斯哥阿波羅劇院的演出實況被記錄下來，並在1978年10月13日發行為AC/DC的第一張現場專輯《稱心如意》，登上美國告示牌二百強專輯榜第113名。1978年12月，樂團回到澳洲錄製新專輯。
雖然AC/DC在澳洲、英國和歐洲的唱片成績非常亮眼，但是在美國市場他們沒有什麼號召力，專輯始終在告示牌排行榜一百名之外，這對唱片公司來說是嚴重的投資失敗。更糟糕的是，他們現場專輯《稱心如意》一直沒有在主流廣播電台中風行起來。因此，樂團經理麥可·布朗寧被叫到大西洋唱片總部，新人部門主管麥可·克萊夫要求樂團換掉主唱看看，因為美國人可能不喜歡他的歌聲，但樂團經理拒絕放棄邦·史考特。麥可·克萊夫又提出，也許該換的是唱片製作人，但由於喬治·楊是兩位樂團成員的親哥哥，AC/DC等同是他們的家族事業了，這使樂團經理感到艱難。最後大西洋唱片以「喬治·楊從來沒去過美國發展，而美國的音樂市場必須要交給真正理解它的人才能成功打入」說服了樂團經理換人。麥可·克萊夫也親自飛到雪梨說服喬治·楊退出：「你如果真的在乎你那兩個弟弟和他們的樂團，你就必須拋棄製作人的身份。大西洋唱片未來會繼續投資，但是現在AC/DC在錄音室裡需要新鮮的血液」，喬治·楊才勉強同意退出。接著他們改與製作人羅伯特·約翰·蘭格合作，換製作人的同時，也換了錄音室。樂團1至2月先到芝加哥、邁阿密，3至4月又到英國倫敦錄音。同時，樂團經理也換成彼得·門斯。
1979年7月27日，發行第六張錄音室專輯《地獄公路》，成為樂團生涯的重大突破，登上美國告示牌二百強專輯榜第17名，美國市場的銷量最終突破七百萬張，獲得美國唱片業協會7×白金唱片認證。同時也登上英國專輯排行榜第8名。《地獄公路》也將AC/DC推升為身居一線的國際知名樂團。它標誌著AC/DC全新時代的開始，以及邦·史考特的終點。樂團開始展現更尖銳精煉的搖滾主題，也更加強調和聲，但仍然保留住AC/DC的招牌特色：宏亮、簡潔、喧鬧、粗麻的即興重覆段，以及極富律動感的基調。美國吉他手埃迪·范·海倫表示，《地獄公路》是他最喜歡的AC/DC專輯。1979年剩下的時間裡，樂團都在美國與英國巡演。8月18日，AC/DC在溫布利體育館為何許人開場，是當時他們在英國最大的演出規模。隨後，他們跟著何許人在歐洲其他地方舉行了更多的演唱會。1980年1月，AC/DC飛到法國出席國際音樂唱片展，憑藉在法國和加拿大的唱片銷量獲頒金唱片及銀唱片認證。1980年1月27日，是邦·史考特最後一次公開露面。

#### 邦·史考特死亡（1980年）

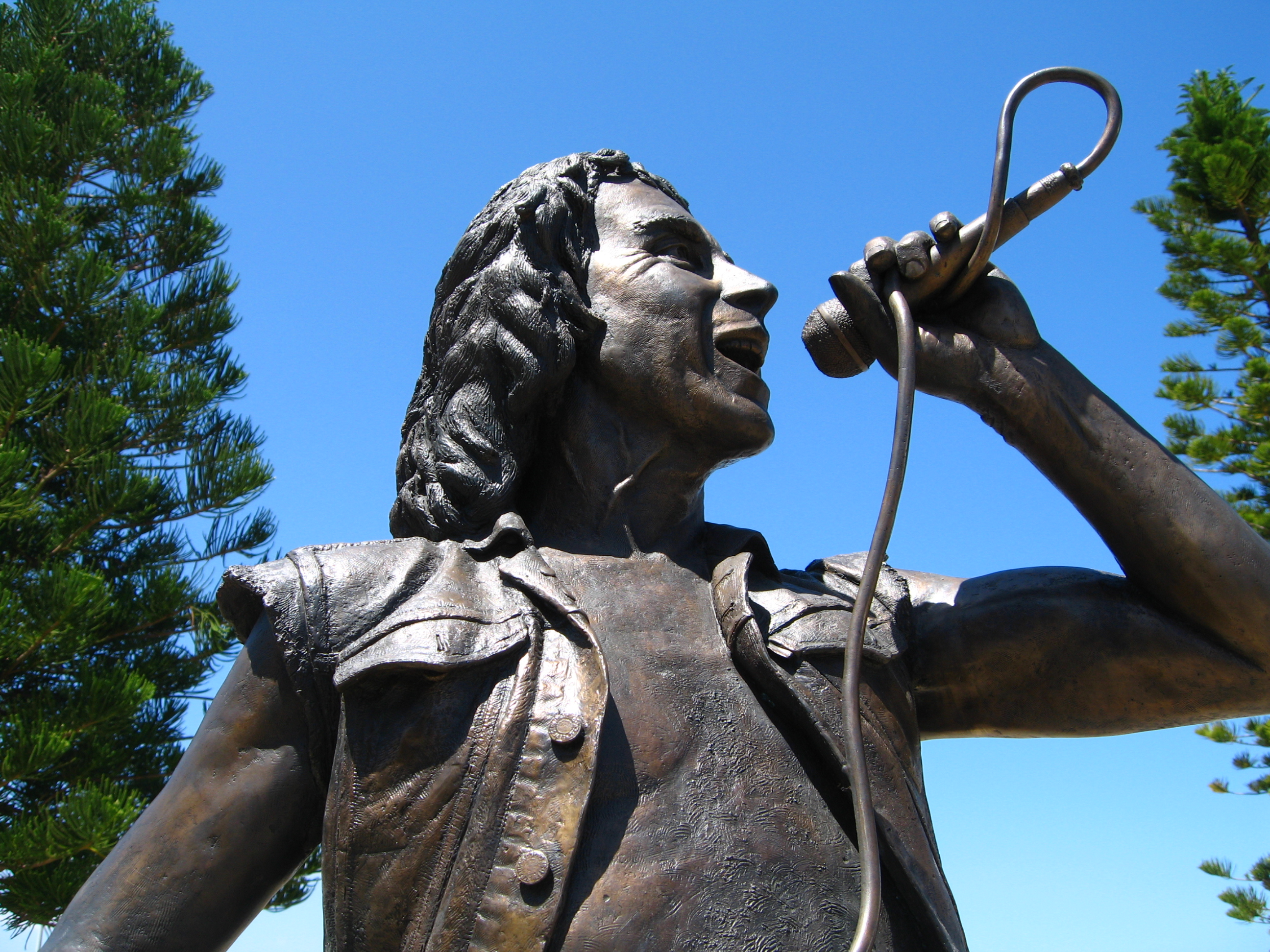
邦·史考特位於澳洲弗里曼特爾的紀念銅像，立於2008年10月。

隨著1980年來臨，樂團也開始準備新專輯的工作。2月15日，是邦·史考特最後一次出現在錄音室中。2月19日，邦·史考特在康登鎮「音樂機器」俱樂部（現稱為KOKO俱樂部）參加飲酒比賽，他出局之後由朋友阿雷斯特·卡奈爾開車載回家，但是無法把熟睡的邦·史考特抱出汽車，便拿了毯子蓋在他身上，把他留在車裡過夜，自己進屋。翌日上午十一點，阿雷斯特·卡奈爾發現車子裡的邦·史考特不醒人事，於是緊急把他送到坎伯韋爾的國王學院醫院，邦·史考特在抵達時就被院方宣布死亡，由於在睡夢中嘔吐導致窒息而死，享年33歲。然而兩日後，驗屍報告上寫著死因是「急性酒精中毒」。由於邦·史考特的官方驗屍報告與醫院宣判的死因不一致，引起陰謀論的爭議，外界開始推測邦·史考特是死於吸食過量海洛因、或是死於汽車廢氣，也有人認為阿雷斯特·卡奈爾這個人根本就不存在。此外，邦·史考特患有哮喘，他死亡時的早晨氣溫低於冰點。吉他手安格斯·楊是最先收到消息的，他立即在媒體之前打電話給邦·史考特的家人。馬爾科姆·楊在2000年時表示：「史考特的死訊最好是樂團親自通知，而不是記者」。史考特的家人將遺體空運回澳州火化後，埋葬於弗里曼特爾的弗里曼特爾公墓，那裡是當年他們家人移民到澳洲後居住的地區。

### 布萊恩·強森時期（1980 - 2016年）

#### 重生並創下巔峰紀錄（1980 - 1983年）

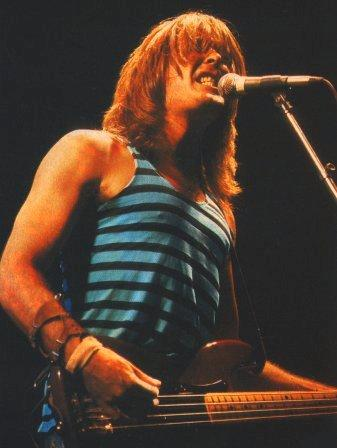
1981年的貝斯手克里夫·威廉。

邦·史考特的驟逝使AC/DC遭受巨大打擊，成員們對他喜歡飲酒狂歡都習以為常，而且他從未因為喝酒錯過任何表演或舞台狀態不佳。馬爾科姆·楊在許多年後回憶說：「雖然邦·史考特只比我們年長幾歲，但他就像我們樂團裡的父親一樣，總是用短短兩個字就能鼓勵我們走出困境，他是個熱愛生活的人」。克里夫·威廉也說：「我覺得他們倆兄弟因為史考特的死受到很嚴重的打擊，但並沒有表現出來，他們扮演好自己的角色，強忍悲痛去做該做的事」。AC/DC的其餘成員曾考慮解散樂團，但是在葬禮上，邦·史考特的父母堅持要他們繼續把樂團做下去，他們最終決定繼續前進，並尋找新主唱。許多候選歌手都被排除，包括因為歌聲不適合的巴茲·謝爾曼，還有泰瑞·西斯勒、諾迪·霍爾德等人都因為各種理由落選。媒體也主動在報導中替樂團列出和邦·史考特相似的歌手名單，包括前輕快節奏的主唱史提夫·萊特、倫敦歌手蓋瑞·霍頓，還有一位長得很像邦·史考特的澳洲青年亞倫·菲爾。最終，樂團成員決定由前英倫玩咖成員布萊恩·強森擔任新主唱。

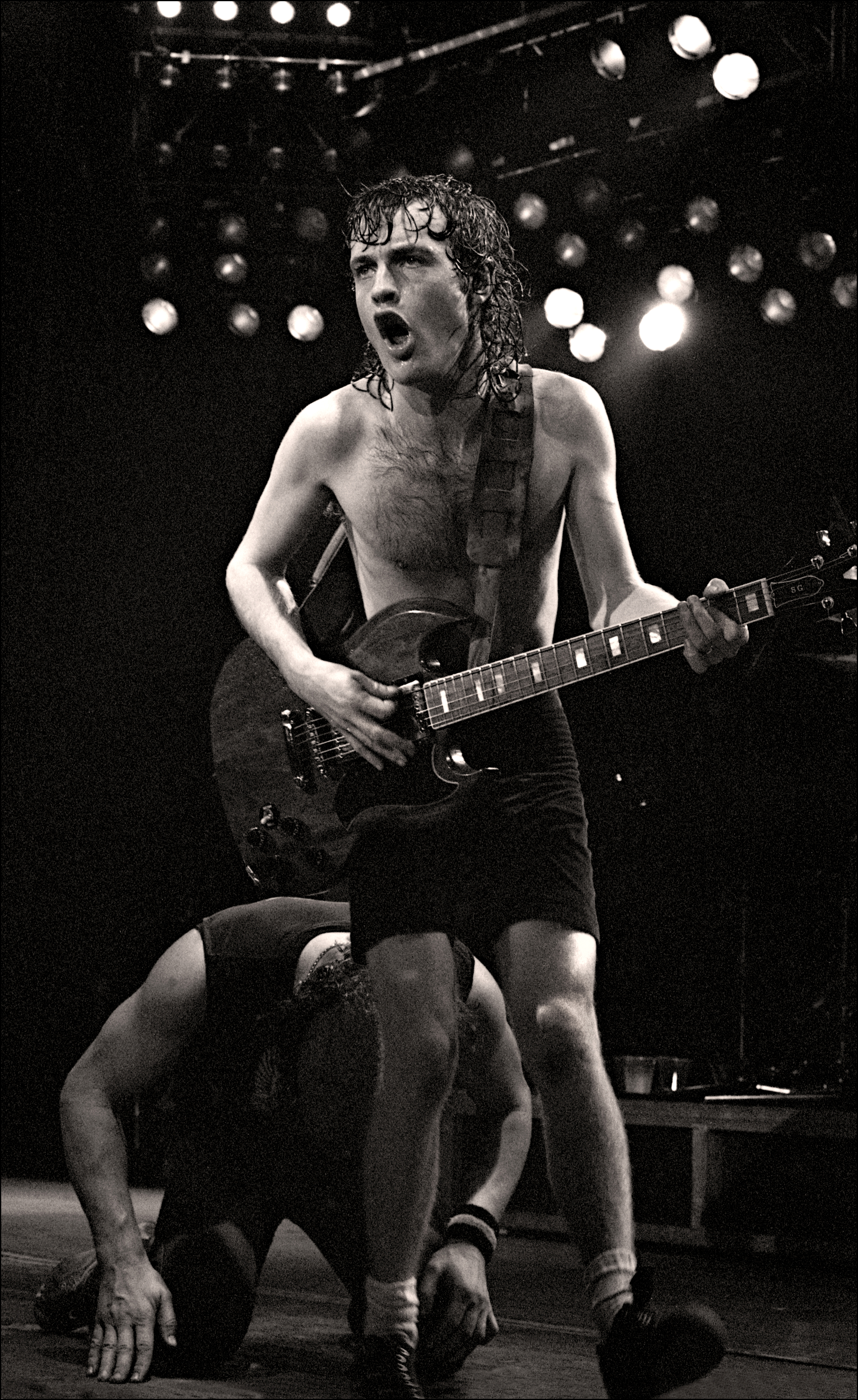
1982年的吉他手安格斯·楊。

安格斯·楊後來回憶說：「我記得第一次聽說布萊恩這個人的名字，是邦（邦·史考特）提過他曾在英國跟樂團巡迴演出時，英倫玩咖那團的主唱布萊恩很特別。邦跟我說『布萊恩是個偉大的搖滾歌手，他很有小理察的風範』。而小理察正是邦非常崇拜的偶像，我想對邦來說，當看到布萊恩的時候，他便認定布萊恩是一個真正理解搖滾樂的人。當年我們在澳洲決定要重新出發時，布萊恩是馬爾科姆和我第一個想到的名字，所以我們認為『無論如何，我們應該看看能不能找到布萊恩』」。
試音的時候，布萊恩·強森唱了《搖滾蔓延》中收錄的〈蘿希啊蘿希〉及艾克與蒂娜·透娜的〈納布許市邊界〉。他在試音幾天後接到馬爾科姆·楊通知錄取的電話。4月8日，AC/DC對外宣布，新主唱確定由布萊恩·強森擔當。1980年4月至5月，樂團隨著布萊恩·強森的加入重啟錄音工作，他們到巴哈馬首都拿索的方位點錄音室錄音，製作人依然是成功打造出《地獄公路》的羅伯特·約翰·蘭格，錄音工程師則是東尼·普拉特。馬爾科姆·楊回憶當時在錄音室的情形：「布萊恩在工作上的表現讓我吃驚，出於對邦·史考特的尊重，樂團裡每個人都想要一個不是只會模仿前任的主唱。然而布萊恩展現了他獨特的嗓音、風度、對經典靈魂樂和藍調音樂的熱愛，他很有魅力的個性也讓大家都很喜歡他」。
1980年7月25日，發行第七張錄音室專輯《回歸黑暗》，這張專輯不但沒有因更換主唱而失去樂團往昔的水準，反而成為他們職業生涯中最暢銷的專輯，而且還是整個搖滾樂歷史上最重要的唱片之一。專輯中的〈地獄鐘聲〉、〈激情四射〉、〈回歸黑暗〉、〈一夜激情〉和〈搖滾樂不是噪音污染〉都成為經典的搖滾名曲。這張布萊恩·強森時期的第一張專輯轟動了樂壇，登上美國告示牌二百強專輯榜第4名，在榜停留達131週。獲得美國唱片業協會22×白金唱片認證。同時也登上英國專輯排行榜第1名、澳洲唱片業協會榜第2名。世界各個國家的銷量總計也達到五千萬張，成為全球最暢銷專輯第二名，也是世界上有史以來銷量最高的搖滾／重金屬樂團作品。
1980年6月至1981年2月，AC/DC第一次以布萊恩·強森為主唱展開回歸黑暗巡迴演唱會。他們先在比利時、荷蘭、北美洲表演了四個月，接著在英國和歐洲各國巡迴隔年到1月，2月初到達日本，最後回到澳洲舉行8場演唱會。這是他們自下流搖滾大痞子巡迴演唱會後第一次在澳洲的巡演。由於AC/DC已經成為美國的超級巨星，大西洋唱片在美國國內發行當年的《下流痞子》，這張五年前的舊作居然登上美國告示牌二百強專輯榜第3名，這個名次甚至超越《回歸黑暗》，成為邦·史考特遺留的第二張暢銷專輯。8月22日，AC/DC成為英國搖滾怪獸音樂節的頭條樂團。

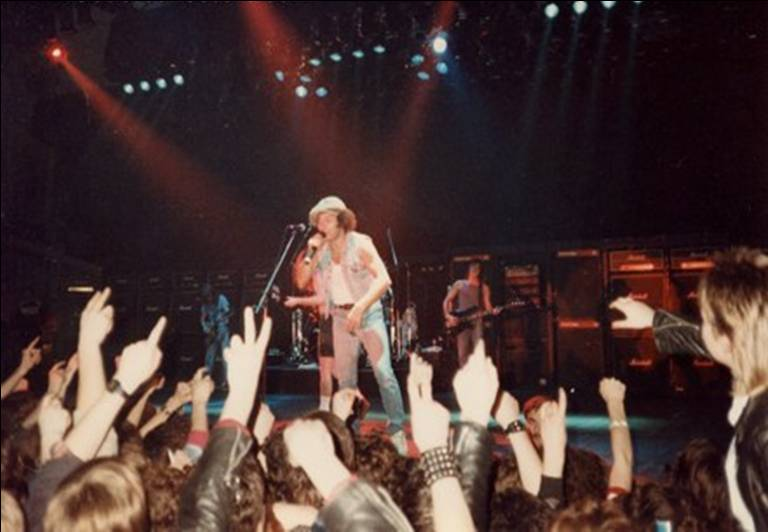
1980年代的AC/DC。

1981年9月，樂團完成了在法國巴黎的錄音工作。這次錄音其實並不順利，因為製作人羅伯特·約翰·蘭格發現難以達成適合的音效，為了解決問題還專門從倫敦運來一套錄音設備。11月23日，發行第八張錄音室專輯《向搖滾致敬》，馬上取得世界範圍的商業成功。它成為AC/DC第一張奪下美國告示牌二百強專輯榜冠軍的專輯，獲得美國唱片業協會4×白金唱片認證。同時也登上英國專輯排行榜第3名。在《向搖滾致敬》發行之前，AC/DC已經有七張專輯出現在英國音樂雜誌《Kerrang!》的「有史以來一百張最佳重金屬專輯」名單中。《向搖滾致敬》中的〈一起來吧〉和主打歌〈向搖滾咖們致敬〉分別登上英國單曲排行榜第13名和第15名。
1981年11月11日，展開向搖滾致敬巡迴演唱會，AC/DC開始成為世界各地的大型體育場主角，包括麥迪遜廣場花園、牛宮、洛杉磯紀念體育競技場、京都會館、日本武道館、溫布利體育館和里爾都市球場等著名表演場地。1982年1月25日，獲全美音樂獎「最受歡迎流行團體／搖滾樂團獎」提名，不過最終敗給空中補給。1982年底，AC/DC獲英國音樂雜誌《Kerrang!》讀者票選為「最佳樂團」及「最佳現場表演」、安格斯·楊獲選「最佳吉他手」、克里夫·威廉獲選「最佳貝斯手」、〈向搖滾咖們致敬〉獲選「最佳單曲」，布萊恩·強森在「最佳男主唱」中是第三名，菲爾·路德在「最佳鼓手」中是第二名，〈一起來吧〉在「最佳單曲」中也是第六名，AC/DC幾乎吸引了所有搖滾樂迷和金屬樂迷的目光。1982年的大部分時間也都在巡演，之後他們休息了一段日子。1983年4月，他們開始新專輯的錄製，地點是製作出《回歸黑暗》的巴拿馬方位點錄音室。由於樂團想要回到早期專輯那種生澀和簡單的搖滾音樂，他們不再請羅伯特·約翰·蘭格擔任製作人，而是選擇自己製作。

#### 菲爾·路德遭開除、聲勢下滑（1983 - 1987年）

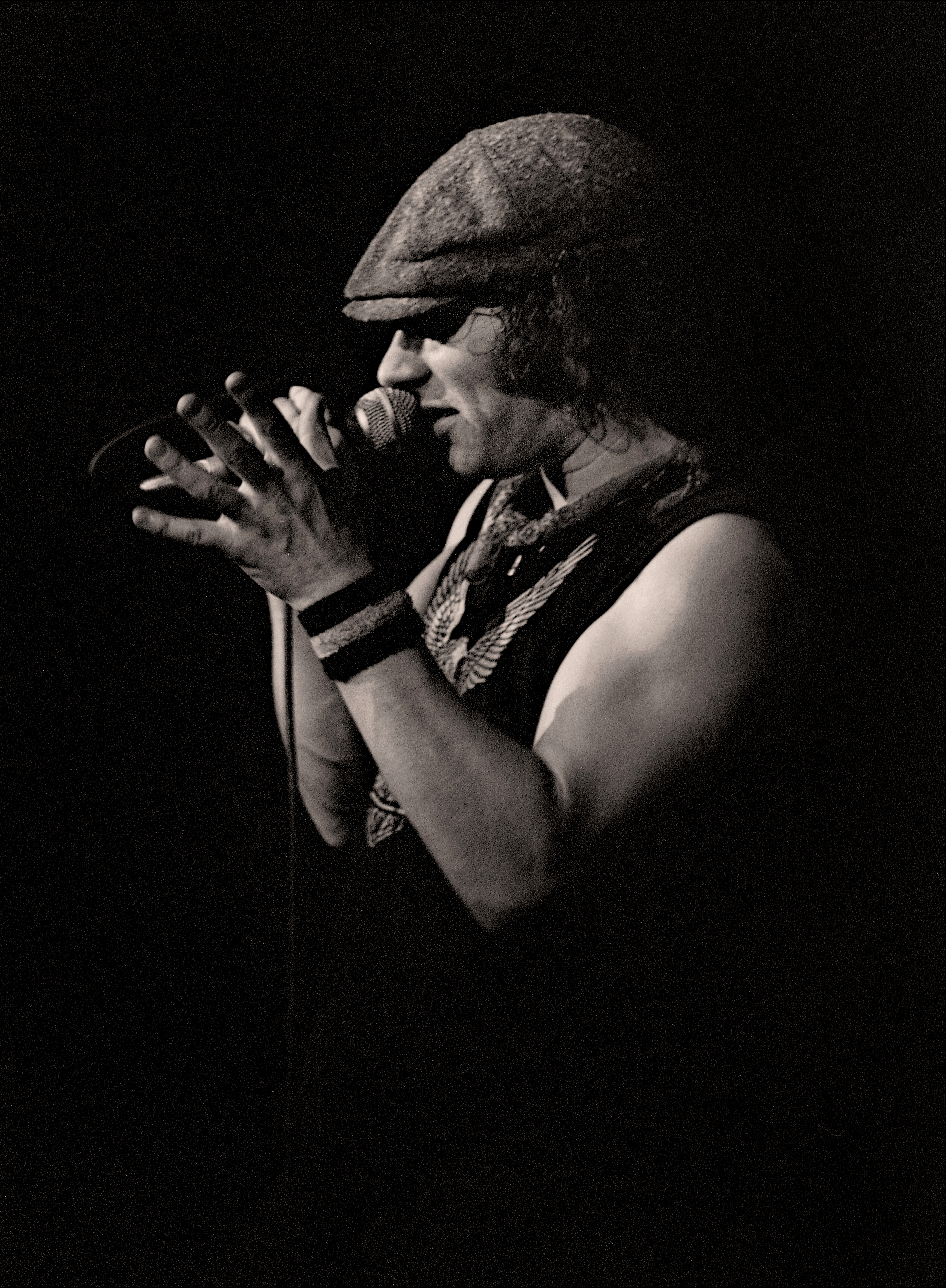
1982年的主唱布萊恩·強森。

錄音到一半時，由於酗酒和吸毒問題，菲爾·路德和馬爾科姆·楊的關係日益惡化，兩人發生激烈的肢體衝突，最後菲爾·路德被樂團開除。但在當時，樂團對這次突發的開除事件並沒有公布任何理由。前普洛柯哈倫鼓手貝瑞·威爾遜曾到錄音室支援鼓的錄製，但他的鼓部分最終沒有被使用，因為菲爾·路德被開除前已經完成鼓的錄音了。樂團錄完音後，開始尋找下一任鼓手人選，最終他們在音樂出版物上刊登匿名廣告：「現聘重搖滾鼓手，如果你打得不夠重，別來應聘」。當時應徵的鼓手包括西蒙·柯克、保羅·湯普森。1983年夏天，經過美國和英國兩地七百多次的選拔後，由西門·萊特獲選為繼任鼓手。隨著新鼓手加入，AC/DC陣容裡五位成員便全都是在英國出生的。
1983年8月15日，發行第九張錄音室專輯《跳電》，登上美國告示牌二百強專輯榜第15名。這張專輯的銷量比起前作大幅下滑，評價也同樣不如以往成功，許多樂評認為這張專輯不值得留戀。《滾石》雜誌資深編輯大衛·弗里克評論AC/DC說：「他們做了九張聽起來一模一樣的專輯」。在1984年英國音樂雜誌《Kerrang!》的年度讀者票選中，AC/DC成為「最令人失望的樂團」第八名、「最佳樂團」的倒數第五位。不過《跳電》仍然在英國專輯排行榜拿到第4名的好成績。1984年10月15日，發行迷你專輯《越獄大逃亡》。同時樂團前往瑞士山脈錄音室進行新專輯的工作。
1985年6月28日，發行第十張錄音室專輯《飛越籓籬》，登上美國告示牌二百強專輯榜第32名。相較於他們之前專輯的成功表現，這一次《飛越籓籬》的美國銷量和成績明顯下滑了，評論家中也少有好評。不過在英國專輯排行榜上，《飛越籓籬》最高仍排到第7名。1985年9月2日，樂團從美國賓漢頓展開飛越籓籬巡迴演唱會，1986年2月16日在丹麥哥本哈根舉行這次巡演的最後一站。美國巡迴期間，暢銷恐怖小說家史蒂芬·金以忠實樂迷的身分與AC/DC見了面，他向成員邀歌，希望能使用在新電影《火魔戰車》中。巡演結束後，樂團便前往巴拿馬的錄音室，再度與喬治·楊及哈利·萬達合作錄製了三首新歌：〈誰才是老大〉、〈DT〉和〈追王牌〉。
1986年5月24日，發行原聲帶《誰才是老大》，除了作為史蒂芬·金電影《火魔戰車》的配樂外，裡面也收錄了〈一夜激情〉、〈騎上去〉、〈地獄鐘聲〉和〈向搖滾咖們致敬〉等舊作。它登上美國告示牌二百強專輯榜第33名以及英國專輯排行榜第11名。7月，電影《火魔戰車》在美國放映後，AC/DC又開始了美國巡演。起初他們預計在9月就結束，但是不斷額外的加場演出使得巡演一直持續到11月。樂團在巡演結束後休息，1987年8月再度投入新專輯的錄音工作。他們前往法國普羅旺斯的錄音室，製作人是喬治·楊及哈利·萬達。

#### 銷量回升（1988 - 1989年）
1988年1月18日，發行第十一張錄音室專輯《炸毀影像》，登上美國告示牌二百強專輯榜第12名。樂團在錄音室錄製了十六首歌，最終收進十首。美國線上音樂資料庫Allmusic音樂評論家格雷格·普拉托表示：「《炸毀影像》是自1981年《向搖滾致敬》之後最成功的專輯，但它還是充滿了填充物，完全無法和偉大的《回歸黑暗》相提並論」。即便評論家對它的看法褒貶不一，《炸毀影像》仍是一次商業成功，它的銷量比起《跳電》和《飛越籓籬》都來的更高。特別是在英國專輯排行榜上拿到了第2名，是自1980年《回歸黑暗》後最棒的成績。專輯中的〈熱導向飛彈〉登上英國單曲排行榜第12名，另一首〈我就愛這樣玩搖滾〉也成為人氣極高的熱門歌曲。同年1月29日，樂團以澳洲伯斯娛樂中心為第一站，展開了為期將近三百天的炸毀影像世界巡迴演唱會。為了使氣氛更特別，邦·史考特的父母出現在觀眾席中。這次演出中，邦·史考特時期的歌曲佔多數，因為在澳州當地的樂迷心中，邦·史考特就是AC/DC的象徵。2月時，AC/DC榮獲澳洲唱片業協會選入了澳洲唱片業協會名人堂。
然而4月時，在澳洲和歐洲接連的巡演結束之際，馬爾科姆·揚決定不參加接下來5月至11月的北美巡演，原因是他希望能抽出時間、戒掉在漫長巡演中養成的酗酒惡習。當時樂團對他缺席的理由是「馬爾科姆·揚已筋疲力竭」。AC/DC找來馬爾科姆·揚的姪子史提夫·楊支援剩下的數十場演出。5月3日，北美巡演從美國波特蘭坎伯蘭縣公眾中心出發，臨時替換吉他手的AC/DC卻展現出更高的能量，史提夫·楊對所有表演歌曲的演奏十分熟稔，精力也比馬爾科姆·揚更高昂。這次北美巡演非常成功，並刺激了《炸毀影像》和其他AC/DC舊專輯的銷售量。巡演結束後，馬爾科姆·揚也戒除了酒癮。在1989年初，兄弟兩人開始在倫敦和荷蘭的住處創作下一張專輯的歌曲內容。與此同時，傳出關於布萊恩·強森離開樂團的謠言，實際上他只是在美國處理自己的離婚糾紛，正忙於辦理各種的法律手續。也因此他無法抽空為新專輯創作歌詞。於是，兄弟兩人第一次在主唱缺席的情況下寫完了歌詞。也是在這個時候，已經辭去黑色安息日第三任主唱職位的羅尼·詹姆斯·迪歐邀請鼓手西門·萊特到他的錄音室支援演奏。原本預計暫時支援的西門·萊特卻在AC/DC進入錄音室時離開樂團，成為迪歐的正式鼓手。1989年2月22日，《炸毀影像》獲得第31屆葛萊美獎「最佳硬搖滾／重金屬人聲器樂演奏獎」提名，不過最終敗給傑叟羅圖樂團的專輯《伺臣羽冠》。11月，在樂團經理的建議下，找來克里斯·斯雷德來擔任臨時鼓手。經過一段時間的排練和相處，克里斯·斯雷德取代了西門·萊特成為正式鼓手。

#### 人氣回升（1989 - 1994年）

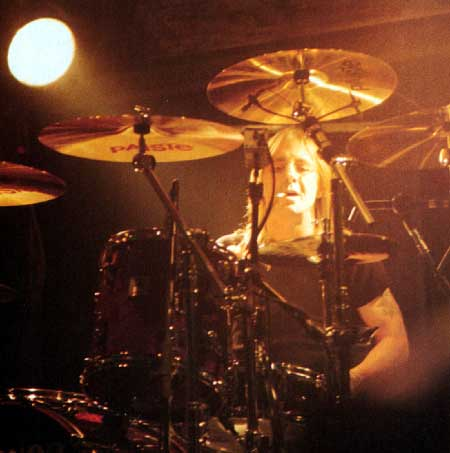
1996年的鼓手菲爾·路德。

1990年，樂團先後前往愛爾蘭及加拿大錄音，並由曾和邦喬飛、史密斯飛船合作的布魯斯·費爾貝恩擔任製作人。9月10日，〈如遭雷擊〉先發行為單曲，登上美國告示牌主流搖滾排行榜第5名。9月24日，發行第十二張錄音室專輯《剃刀邊緣》，登上美國告示牌二百強專輯榜第2名。11月2日，以美國伍斯特為第一站，展開了刀鋒邊緣世界巡迴演唱會，3月20從芬蘭赫爾辛基展開歐洲演出行程，英國巡演於4月15日從溫布利體育場出發。歐洲之旅結束後，樂團於5月返回美國巡演，8月返回歐洲，其中包括一場在俄羅斯莫斯科的免費演出，這場演出向全俄羅斯進行了廣播。
其中，1991年1月18日在美國鹽湖城加爾文·拉姆普頓鹽宮會議中心發生事故，當演唱會開始時，大量觀眾往前奔跑推擠，導致三名樂迷受傷死亡。二十分鐘後，樂團瞭解了情況的嚴重性，並停止了演唱會。AC/DC後來還與受害者家屬出庭解決。由於這個事件，加爾文·拉姆普頓鹽宮會議中心後來不再設置音樂節座位。1991年2月20日，《剃刀邊緣》獲第33屆葛萊美獎「最佳硬式搖滾演奏獎」提名，不過最終敗給生活色彩的《時間到》。9月5日，〈如遭雷擊〉獲MTV音樂錄影帶大獎「最佳搖滾音樂錄影帶獎」提名，不過最終敗給史密斯飛船的〈你的另一面〉。在這趟世界巡演中，樂團錄下了幾場演出，其中包括別具意義的莫斯科現場。英國達寧頓堡搖滾怪獸音樂節的頭條樂團演出也由導演大衛·馬萊特出動22台攝影機錄下。1992年2月25日，〈有錢能使鬼推磨〉獲第34屆葛萊美獎「最佳硬式搖滾演奏獎」提名，不過最終敗給范海倫的〈偷嚐禁果〉。10月5日，將〈地獄公路〉的現場收音發行為單曲。10月26日，發行影像作品《英國多靈頓現場實況》，採用35毫米膠片拍攝。10月27日，發行現場專輯《搖滾現場》，是第一次有布萊恩·強森的現場專輯，製作人則是《剃刀邊緣》的布魯斯·費爾貝恩。這張現場發行的版本有幾種，包括收錄十四首曲目的單碟版、收錄二十三首曲目的雙碟版以及黑膠唱片版。
1993年，AC/DC為美國演員阿諾·史瓦辛格的電影《最後魔鬼英雄》創作新歌〈重裝火力〉，由著名的瑞克·魯賓製作，6月28日由阿特科唱片發行為單曲，奪得美國告示牌主流搖滾排行榜冠軍，是AC/DC在美國的第一首冠軍單曲。耗資8500萬美元的《最後魔鬼英雄》票房不佳，但它的電影原聲專輯《最後魔鬼英雄：電影原始配樂》卻相當成功，登上美國告示牌二百強專輯榜第7名，當中有許多搖滾和重金屬樂團獻聲，例如AC/DC、愛麗絲囚徒、麥加帝斯、炭疽樂團、德國女皇、威豹樂隊、史密斯飛船。而〈重裝火力〉的音樂錄影帶中，阿諾·史瓦辛格不但與表演中的AC/DC同台，他還穿戴整套學生制服，模仿安格斯·楊彈吉他。

#### 聲勢穩固、休息、進入搖滾名人堂（1994 - 2007年）

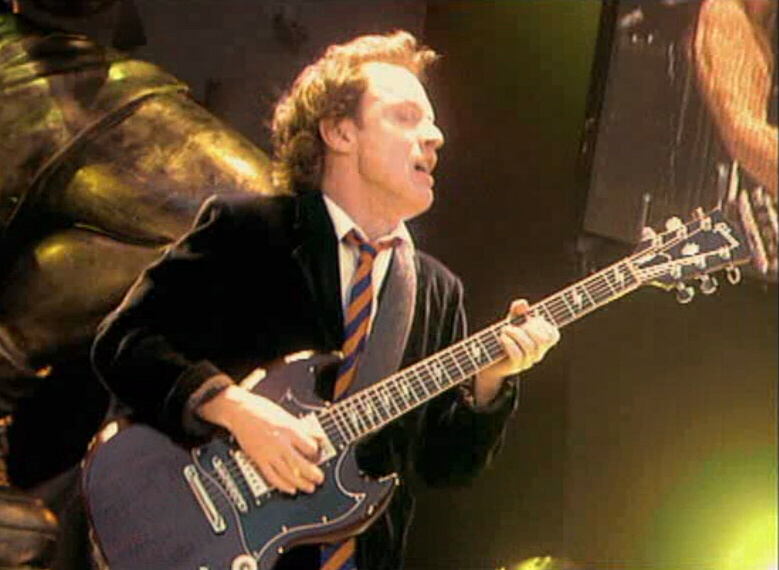
2001年的吉他手安格斯·楊。

去年的刀鋒邊緣世界巡迴演唱會結束之後，馬爾科姆·楊和安格斯·楊在紐西蘭碰到菲爾·路德，三人有意再一起練團。1994年，樂團在英國排練時，菲爾·路德也加入了樂團。最終AC/DC邀請菲爾·路德回歸，他在1994年8月接受了。而克里斯·斯雷德得知後，則自願離開AC/DC。樂團接著前往美國紐約的植物錄音室錄音，但成員對錄音室的環境與聲音效果不滿意，他們把地毯掛在天花板和牆壁上仍無法解決雜音問題。於是樂團又改至洛杉矶的海洋大道錄音室，而且在那裡錄音他們才能夠看到鼓手的動作，使五人的演奏協調一致。由於〈重裝火力〉的成功表現，AC/DC繼續請瑞克·魯賓擔任製作人。雖然樂團對海洋大道錄音室的環境立即感到滿意，但瑞克·魯賓和馬爾科姆·楊在專輯的方向上發生衝突。瑞克·魯賓要求每首歌曲要錄五十次，以尋求最佳效果。甚至有傳言指出，瑞克·魯賓時常不在錄音室，他同時與嗆辣紅椒錄製《火熱一分鐘》專輯。馬爾科姆·楊後來在2000年10月接受法國《世界報》採訪時表示，不該選擇和瑞克·魯賓合作。1994年3月1日，〈地獄公路〉獲第36屆葛萊美獎「最佳硬式搖滾演奏獎」提名，不過最終敗給石廟嚮導的〈絲絨〉。
1995年9月17日，專輯中的〈堅若磐石〉搶先發行，成為繼〈重裝火力〉後另一首AC/DC的冠軍單曲。另外兩首歌——〈凱撒萬歲〉和〈光滑尤物〉也在單曲榜上取得極佳成績。9月26日，發行第十三張錄音室專輯《轟天球》，登上美國告示牌二百強專輯榜第4名。1996年1月12日，以美國格林斯伯勒為第一站，展開了轟天球世界巡迴演唱會，但兩周後由於布萊恩·強森出席父親的葬禮，其中四場延後舉行。4月20日展開歐洲行程，11月30日在紐西蘭基督城結束。這趟巡演的開場影片中有《癟四與大頭蛋》客串，這兩個知名的卡通角色試圖溜進樂團的後台休息室，最後被安格斯·楊的女保全趕走。1996年11月16日，轟天球世界巡迴演唱會中、拍攝於西班牙拉斯班塔斯鬥牛場的現場實況，發行為影像作品《馬德里現場演唱會》。
轟天球世界巡迴演唱會結束後，樂團休息了半年多，直到1997年夏天。1997年11月18日，發行向邦·史考特致敬的套裝盒組《搖滾火力套裝》，內容是邦·史考特時期的現場錄音和未發行音源，它包含四張專輯——《回歸黑暗》的數位修復版、《伏特》（有許多未發行的歌曲特別版）及兩張現場專輯《大西洋錄音室演奏現場》與《搖滾蔓延：巴黎現場》。《大西洋錄音室演奏現場》的錄音日期是1977年12月7日，《搖滾蔓延：巴黎現場》是1979年12月9日在法國巴黎錄製的《AC/DC：搖滾蔓延》配樂。美國發行的版本包括彩色小冊子（裡面是成員的隨手筆記和樂團的罕見圖片，大部分來是邦·史考特去世前留下的紀錄）、雙面海報、樂團貼紙、紋身貼紙、鑰匙圈開瓶器和吉他撥片。
1997年夏天，馬爾科姆·楊和安格斯·楊在倫敦和荷蘭的住處開始寫歌，基本內容在1998年2月完成。樂團原本計畫與《剃刀邊緣》和《搖滾現場》的製作人布魯斯·費爾貝恩繼續合作，但1999年5月17日布魯斯·費爾貝恩突然死亡.。於是找了兄弟兩人的哥哥喬治·楊來當新專輯製作人。AC/DC於1999年9月至11月前往加拿大溫哥華，在布萊恩·亞當斯的倉庫錄音室開始錄製與混音工作，最後完成了十八首歌曲。克里夫·威廉在2000年向美國電視頻道VH1透露：「這是張絕佳的專輯，一個非常容易錄製的專輯，馬爾科姆和安格斯把所有的事情都打點好了，所以我們（主唱、貝斯手和鼓手）基本上只要人到錄音室，盡可能的表現最佳狀態就行了」。
2000年2月28日，發行第十四張錄音室專輯《咬緊牙關》，登上美國告示牌二百強專輯榜第7名。這張專輯比前作《轟天球》得到較多好評，例如美國線上音樂資料庫Allmusic音樂評論家史蒂芬·托馬斯·艾爾維表示：「這是一張風格強烈和令人滿意的專輯。他們就是會令人上癮、既大膽又富爆發力的樂句、連你的內臟都會隨著音樂振奮。AC/DC了解他們的優勢，沒有人寫得出比馬爾科姆和安格斯·楊更好的即興重複段，每首歌都有很好聽的聲音。可以肯定的是，它是無與倫比的音樂，在某種程度上相當明智。有些樂團能夠繳出一張這樣的唱片，也許能到兩張。但AC/DC從未真的改變過風格，他們幾乎每次都會繳出一樣好的音樂，這就是為什麼他們是搖滾樂界裡最可靠的樂團之一」。但也被《滾石》雜誌認為老調重彈。該專輯的澳州版本包括1996年在西班牙馬德里舉行的三場實況收音，和幾首歌曲的特贈光碟。《咬緊牙關》在阿根廷、德國、奧地利、瑞典、芬蘭這五個國家奪下排行榜冠軍。西班牙、法國和瑞士三個國家是亞軍，澳洲是季軍，加拿大和葡萄牙第5名，挪威、美國和匈牙利第7名。而單曲〈咬緊牙關〉則奪得美國告示牌主流搖滾排行榜冠軍，在榜上停留四個禮拜。另外發行的單曲成績也很好，〈藍調衛星〉和〈紐約的治安〉分別達到告示牌主流搖滾排行榜的第7和第31名。2000年8月1日，以美國大急流城為第一站，展開了堅定不移世界巡迴演唱會，2001年7月8月在德國科隆結束行程。

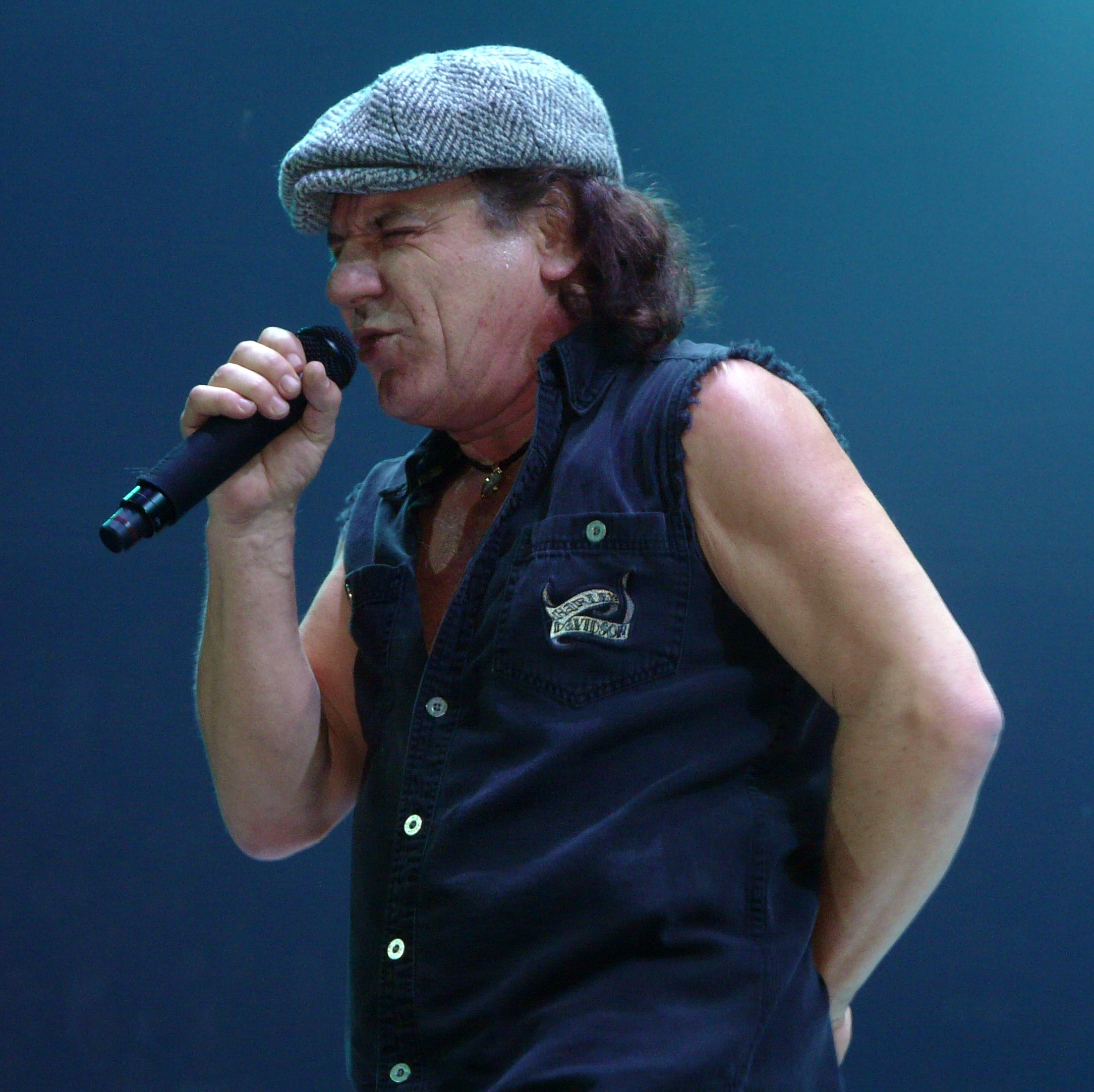
2008年的主唱布萊恩·強森。

2002年，AC/DC離開大西洋唱片，改與索尼音樂簽訂長期的多專輯合約。索尼音樂旗下的史詩唱片總裁寶麗·安東尼表示：「AC/DC是音樂史上最偉大的樂團之一，我代表史詩唱片團隊表達榮幸之意，我們歡迎這支歷史悠久的藝術家加入我們的廠牌，並且會傾盡全力、讓更多人聽到他們的音樂」。唱片公司隨即發行了一系列AC/DC的數位修復版專輯。每個版本都加贈一本小冊子，其中包含珍貴照片、紀念品和樂團筆記。2003年，幾乎後期的專輯作品（除了《轟天球》和《咬緊牙關》之外）都被重新修復和重新發行。《轟天球》最後安排在2005年10月重新發行、《咬緊牙關》安排在2007年4月重新發行。此外，AC/DC在2003年進入了搖滾名人堂，入選成員包括安格斯·楊、馬爾科姆·楊、克里夫·威廉斯、邦·史考特、菲爾·路德和布萊恩·強森。當天邦·史考特的姪子邦·丹尼爾也上台代為接受榮譽。
2003年3月31日，AC/DC與滾石樂隊聯合舉辦了滾石俱樂部巡迴演唱會，這趟小型巡演在美國、德國、加拿大和英國表演了八個場次。其中在7月30日那天，AC/DC與滾石樂隊和匆促樂團在莫爾森加拿大多倫多慈善演唱會上同台共演。該場演唱會旨在幫助多倫多振興嚴重急性呼吸道症候群疫情爆發後受創的旅遊經濟，估計有45萬到50萬人參加，是加拿大歷史上最大的戶外活動，也是北美歷史上最大的一次。儘管AC/DC自2001年以後就沒有舉辦自己的大型世界巡迴演唱會，也沒有發行專輯，樂團仍於2005年排在澳州最高收入的藝術家榜單第二名，2006年的收入排在第六名。2007年8月1日，美國行動網路運營商威訊無線買下所有AC/DC完整專輯和《英國多靈頓現場實況》的數位發行權。
2007年10月16日，哥倫比亞唱片發行了一張影像典藏盒組《衝破極限：1975-2003演唱會精華》，收錄AC/DC成軍三十年來的演唱會珍貴影像，光碟內容長達七小時，包括現場演唱會實況、成員訪談畫面。附贈商品內容包括原版演唱會海報、演唱會通行證、彩色內容介紹本。與後來發行的影像作品《家庭瑰寶》一樣，第一張光碟中有許多邦·史考特時期的珍貴表演影像。第二張光碟則是關於布萊恩·強森時期的影像。典藏版本多了一片特贈的現場音源光碟，另外還有邦·史考特和布萊恩·強森多個更罕見的演出鏡頭及採訪片段。這套商品在澳洲、比利時、丹麥、愛爾蘭、紐西蘭、西班牙、瑞典和美國的影像光碟排行榜上都是冠軍。

#### 《黑冰風暴》、《鋼鐵人2》配樂（2008 - 2011年）

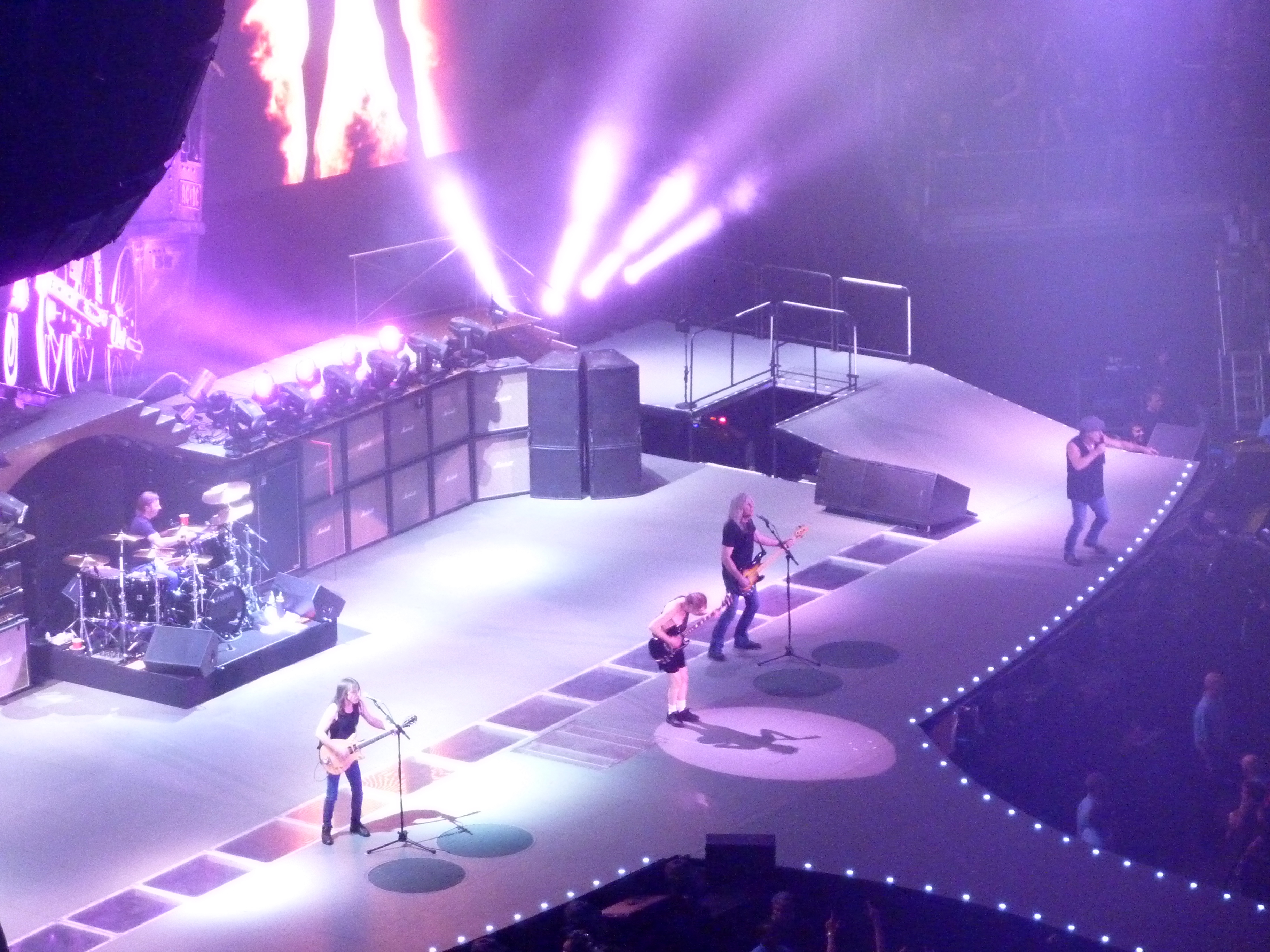
2009年的AC/DC。

2008年3月3日，樂團終於展開久違的新專輯工作，地點和前作同樣在加拿大溫哥華的倉庫錄音室。這次錄音延後這麼長時間的原因是樂團更改唱片公司。並從索尼音樂旗下的史詩唱片移籍至哥倫比亞唱片。貝斯手克里夫·威廉在2005年因為手掌受傷，足足一年半無法彈奏。在他康復期間，兄弟兩人完成了歌曲創作。安格斯·楊透露，索尼音樂沒有對樂團施壓、也沒有催促他們發行新專輯，因為公司正在忙碌於AC/DC歷年作品的數位修復和重新發行，因此「等到樂團成員認為萬事齊備時，再坐下來做另外一張新專輯也無妨」。布萊恩·強森表示，這是他自1988年專輯《炸毀影像》後第一次寫歌詞。但他的貢獻反而比較少，新專輯上的所有曲目主要都是馬爾科姆·楊和安格斯·楊的心血。布萊恩·強森解釋說，兄弟兩人做了大部分的工作，他的責任是「幫助組織旋律，填補我認為需要填補的空白」。雖然製作人羅伯特·約翰·蘭格表示有興趣再次與AC/DC合作，但他自己的工作行程表已經排不出空檔配合樂團錄音。當兄弟兩人通知哥倫比亞唱片將要錄製新專輯後，該公司總裁史提夫·巴尼特推薦了布蘭登·奧布賴恩擔任他們的製作人。安格斯說，樂團自1990年代以來便一直考慮與布蘭登·奧布賴恩合作，因為「他對我們來說是一個非常有能力的專業人士」，而且AC/DC時常和之前沒有合作過的製作人擦出新火花。
2008年8月28日，新歌〈搖滾列車〉發行為單曲，並在世界各大廣播電台上播放，它也奪下美國告示牌主流搖滾排行榜冠軍。9月14日，AC/DC授權給音樂遊戲《搖滾樂團2》，包括〈搖滾蔓延〉等歌曲都是玩家可選取播放的。9月15日，AC/DC受天狼星XM邀請，在廣播節目中接受主持人訪問。9月29日，《英國多靈頓現場實況》中收錄的曲目也透過沃爾瑪獨家販售，作為《搖滾樂團》遊戲系列的擴充商品。10月17日，發行第十五張錄音室專輯《黑冰風暴》，登上美國告示牌二百強專輯榜第1名。《黑冰風暴》創造了歷史，它在二十九個國家的專輯排行榜上奪下冠軍，也是哥倫比亞唱片自1991年來最暢銷的專輯（尼爾森唱片市場調查系統於1991年3月開始統計告示牌榜單的銷售數據）。《黑冰風暴》也已經獲得包括美國、澳州、加拿大、瑞士、瑞典、挪威、德國和捷克在內八個國家的雙白金或多白金唱片認證。另外在奧地利、比利時、丹麥、芬蘭、法國、匈牙利、愛爾蘭、義大利、英國、阿根廷、新加坡和紐西蘭十二個國家獲得白金唱片認證，並在荷蘭、西班牙、波蘭和巴西四個國家得到金唱片認證。《黑冰風暴》也是AC/DC在美國和英國的第二張冠軍專輯。10月20日，哥倫比亞唱片公司和沃爾瑪、MTV頻道共同企劃了「繼續搖滾：AC/DC商店」活動，在紐約時代廣場和洛杉磯舉行宣傳造勢活動，出動「黑冰風暴宣傳卡車」在街道上大聲播放AC/DC的音樂，並停靠在路邊販售樂團的專輯、服飾、電玩遊戲和其他相關商品。沃爾瑪表示：「我們提高音量來支持今年最受歡迎、最受期待的樂團新專輯。這是我們有史以來首次如此大陣仗為一支傳奇樂團辦慶祝活動，我們邀請所有年齡層的樂迷們一起在街頭上盡情搖滾」。

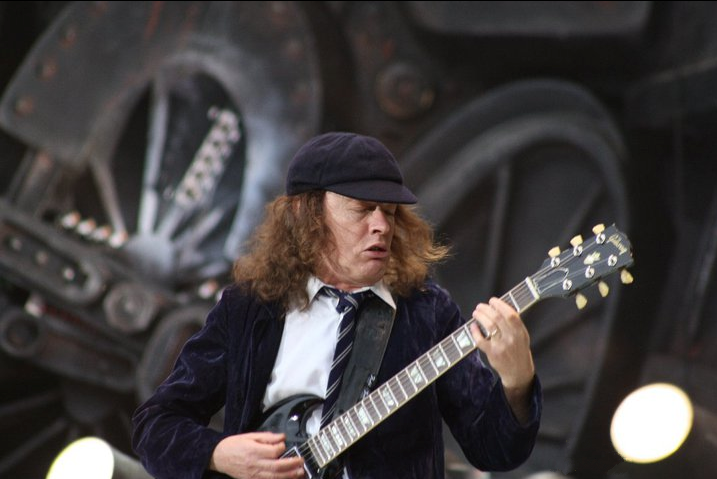
2010年的吉他手安格斯·楊。

2008年10月28日，樂團以美國威爾克斯-巴里為第一站，展開久違的黑冰風暴世界巡迴演唱會。這是AC/DC八年前舉辦堅定不移世界巡迴演唱會後，首次的巨型巡迴演出。到2010年春天，樂團已經遊歷了北美洲、歐洲、南美洲、大洋洲和亞洲，在許多著名大型場地如論壇體育館、美國航空中心、巴黎貝爾西體育館、布拉格O2體育館、法蘭西體育場、霍肯海姆賽道、曼徹斯特競技場、埼玉超級競技場、大阪巨蛋、斯德哥爾摩奧林匹克體育場、柏林奧林匹克體育場表演。2010年6月28日，巡演以西班牙聖馬梅斯體育場為終點。整趟巡演估計有490萬人參與，共167個場次，累積售出的門票金額高達4.41億美元，是全球巡迴演唱會總票房排行第四高的音樂會，僅次於U2、滾石樂隊、羅傑·沃特斯。
2009年2月8日，〈搖滾列車〉獲第51屆葛萊美獎「最佳搖滾團體演奏獎」提名，不過最終敗給里昂王族的〈火熱性愛〉。2009年9月至10月，因為布萊恩·強森進行潰瘍手術，樂團重新安排了七場演出。11月4日，澳洲商業雜誌《商業評論周刊》公布AC/DC是2009年澳洲娛樂界的收入冠軍，收益為1.05億美元，這是四年來澳洲娛樂收入榜首的首次易主。11月10日，發行套裝盒組《私藏錄音選》，有標準版和豪華版，其中豪華版由於樂迷積極的反應和壓倒性的市場預期而提前出貨。標準版包括兩張聲音光碟和一張影像光碟。豪華版包括三張聲音光碟、兩張影像光碟、一張黑膠唱片、一本164頁的全彩寫真紀事冊、紋身貼紙、吉他撥片等其他物品。豪華版的包裝是一個可運作的電吉他音箱，頂部也有手提握把。全彩寫真紀事冊則有許多珍貴照片，包括原始新聞稿、巡迴行程表、標籤、廣告單等的全尺寸重新印刷商品發行後登上美國告示牌二百強專輯榜第39名、澳大利亞唱片業協會榜第16名、瑞士熱門音樂榜第24名。
2010年1月31日。〈戰爭機器〉獲第52屆葛萊美獎「最佳硬式搖滾演奏獎」，擊敗愛麗絲囚徒、聯合公園、金屬製品和五分錢合唱團的提名作品。《黑冰風暴》也入圍該屆葛萊美獎的「最佳搖滾專輯獎」，不過最終敗給年輕歲月的《世紀大崩解》。4月19日，AC/DC發行第二張原聲帶《鋼鐵人2：電影原聲帶》，是同名電影《鋼鐵人2》的配樂。這張原聲帶中擁有AC/DC歷年十五張不同專輯中的曲目，範圍從1975年到2008年，歌曲都由麥克·佛雷澤重新混音，以供電影使用。電影中完全使用了〈激情四射〉和〈地獄公路〉，而另一首歌〈回歸黑暗〉實際上在前作電影《鋼鐵人》中就有使用過了。〈如遭雷擊〉、〈戰爭機器〉和〈剃刀邊緣〉則是用在宣傳電影的卡車和廣告上。《鋼鐵人2 電影原聲帶》發行後奪下英國專輯排行榜冠軍，此時AC/DC在英國已經有了三張冠軍專輯。而在美國告示牌二百強專輯榜上則是第4名。2010年6月11日，樂團受邀擔任下載音樂節的頭條樂團，主辦單位特別量身打造了「AC/DC舞台」供樂團使用，以完整呈現出體育場級別的演唱會規格。

### 休息、新專輯、陣容變化（2011 - 2016年）
2011年4月16日，限量版的〈激情四射〉和〈戰爭機器〉影像光碟在年度世界唱片行日獨家販售。5月10日，發行影像作品《阿根廷現場實況錄音》，內容是2009年12月在阿根廷紀念碑球場的三場演唱會實況。安格斯·楊在2011年5月初的一次採訪中表示，樂團已經開始計劃另一次世界巡演，他說：「現在我們在思考『我們如何能夠呈現出比黑冰風暴更棒的世界巡演』？我想我們會做到的」。5月6日，安格斯·楊在倫敦漢默史密斯阿波羅劇場的《阿根廷現場實況暨演唱會紀實》的首映會上表示，樂團計劃在未來幾年內發行新的錄音室專輯，並且還會舉行世界巡迴演唱會。
2012年5月14日，馬爾科姆·楊證實，樂團正在對2008年《黑冰風暴》之後的作品展開預備性工作。不過他強調，樂迷等待的時間會比預期還要更長。雖然主唱布萊恩·強森認為2013年將會有新的創作成型，但馬爾科姆·楊說：「你知道布萊恩就是那個樣子，他只是嘴巴講講然後就人就走了。有一兩年的時間，我一直埋首於新歌曲的想法和即興演奏之中，但是我做了這一切，剩下來的時間也都還是用在樂團上。我們還在工作，雖然我們在《咬緊牙關》和《黑冰風暴》這中間休息了很久，但我想我們還是需要幾年的時間來恢復體力、精力來工作」。11月19日，樂團發行第四張現場專輯《阿根廷現場實況錄音》，這是AC/DC睽違二十年來的首張現場專輯。

#### 馬爾科姆·楊的失智症與退休（2014年）
2014年4月16日，傳出AC/DC樂團的靈魂人物馬爾科姆·楊忽然重病，無法表演，樂團取消所有活動，並可能宣布退休的消息。對此布萊恩·強森表示：「我們對外一直矢口否認，因為我們不是很確定他的狀況。他的確經歷了一些艱苦的時刻，馬爾科姆一直是大家眼中的硬漢，有著一身傲骨，所以我們不願多談。但我想我們會在今年5月回到溫哥華的錄音室，這代表著我們將重新出發！四十年一路走來，我覺得四十場演出是給AC/DC樂迷們最理想的禮物，以感謝他們不曾抹滅的忠誠。雖然我們都不再是當年的年輕小夥子，但我還是很期待重回舞台。我們會拿起吉他，彈看看有沒有任何曲調或想法，如果有什麼點子萌生的話，我們就會把它錄下來」。4月16日，AC/DC官方做出正式的回應：「馬爾科姆·楊確實生病中，必須暫停所有活動」。該聲明對馬爾科姆·楊的病情並沒有多做敘述，僅轉達馬爾科姆·楊對樂迷的支持表達感謝，同時AC/DC將會繼續存在。 6月20日，布萊恩·強森透露：「在今年年底之前，我們很可能會展開巡迴」。7月9日，布萊恩·強森透露：「我們已經完成了製作，弄了很棒的歌，我非常期待」。樂團讓馬爾科姆·楊和安格斯·楊的姪子史提夫·楊暫代理吉他手的位子，以支援新專輯的錄音工作。
8月22日，菲爾·路德證實將會有另一次AC/DC的巡迴演唱會，並表示樂團無意退休：「我們會一直巡迴到我們要死之前，大家放心！只要之後還有巡迴，我就會在。只要之後還有新專輯要出，我就會在！」。9月23日，樂團官方證實：「AC/DC創始人之一的馬爾科姆·楊已經正式離開了樂團。這次的新專輯名為《撼聲雷動》，是自上一張《黑冰風暴》後六年來的頭一張專輯。這張專輯於今年春天在溫哥華的倉庫錄音室錄音，製作人為布蘭登·奧布賴恩，混音工程師為麥克·佛雷澤。而原本節奏吉他手的位置由馬爾科姆·楊的姪子史提夫·楊取代，並且史提夫·楊也會與AC/DC進行巡迴表演」。9月28日，根據《雪梨晨鋒報》報導，馬爾科姆·楊證實罹患失智症，永遠從AC/DC退休了。報導中指出，馬爾科姆·楊目前在雪梨接受全天候二十四小時的看護，他的家人對記者表示：「你知道嗎？他的狀況真的很糟糕，你只不過是走出病房裝個水再進來，他就完全忘記你是誰了。他完全喪失了短期記憶，你會感覺他似乎永遠陷在那裡打轉，一個轉身就忘記自己原本要去幹嘛。他的太太琳達，只能萬分不捨的送他去全天候療養院接受照顧」。

#### 菲爾·路德的恐嚇官司與克里斯·斯雷德的入替（2014 - 2015年）

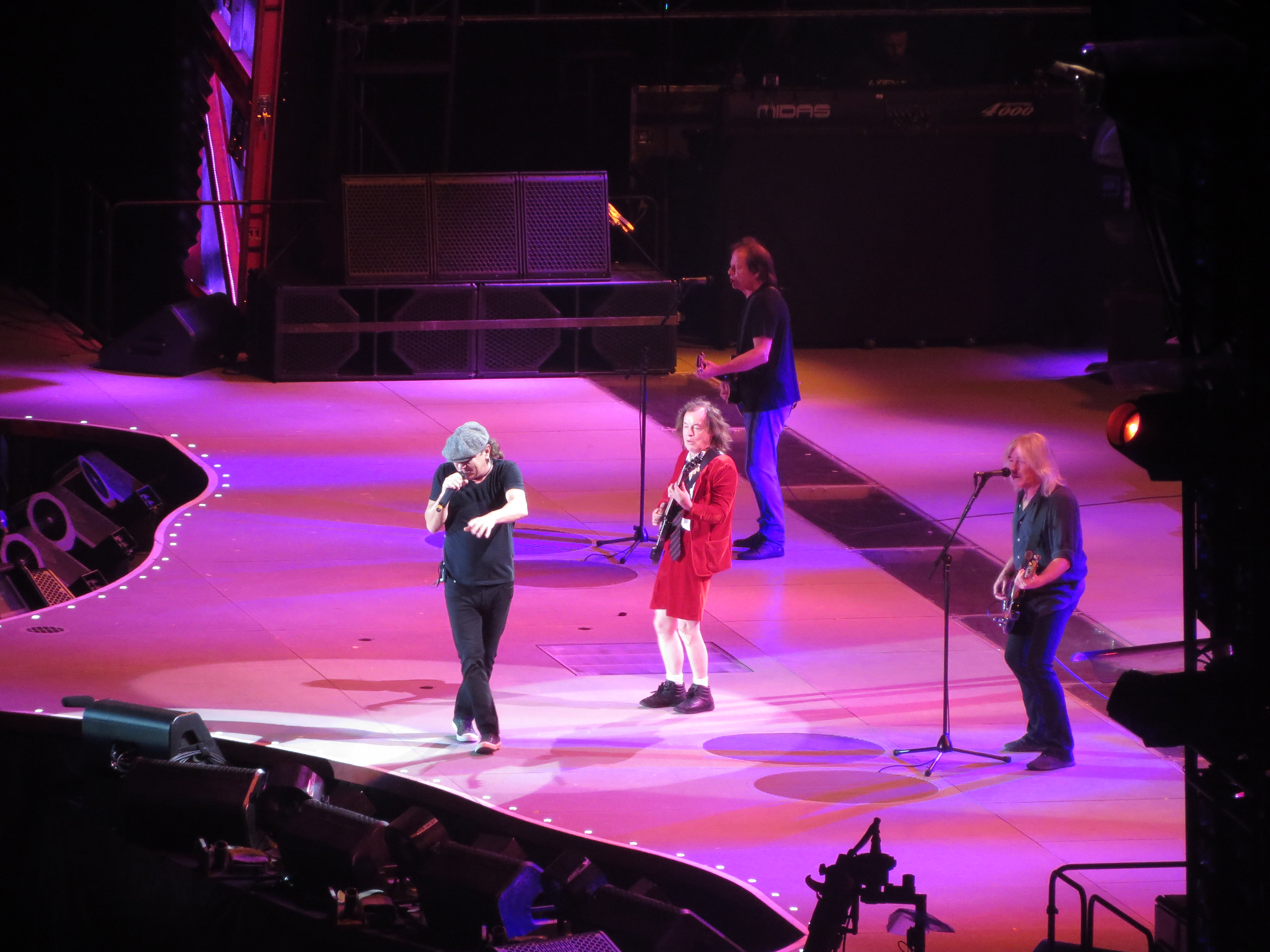
2015年的AC/DC，主唱仍是布萊恩·強森。

2014年11月6日，菲爾·路德遭澳洲警察攻堅住處並逮捕，他因雇用殺手試圖殺害兩名人士、持有安非他命與大麻而被起訴。11月7日，地方法院撤銷教唆殺人罪的指控，但其他恐嚇、持有毒品等控訴罪名仍然存在。AC/DC發表了一則聲明，澄清宣傳《撼聲雷動》的巡迴演唱會還是會舉辦，但並沒有說菲爾·路德是否會參加，或者他是否還是樂團的成員。在11月13日的《澳洲人報》採訪中，安格斯·楊表示，樂團早前在錄製《撼聲雷動》的時候遇到菲爾·路德的問題，而且他的情況令人吃驚。菲爾·路德也錯過新歌音樂錄影帶和宣傳照的拍攝，並且針對菲爾·路德的官司影響到樂團未來表達看法：「在這個階段，這對我們來說是一個非常艱鉅的任務」。他也表示樂團會繼續前進：「我想，他必須自己解決...在這點上，這是一個問號，但是如果我們踏上巡演之路，那裡自然會有一個鼓手，就這樣」。
2014年11月28日，發行第十六張錄音室專輯《撼聲雷動》，登上美國告示牌二百強專輯榜第3名。新專輯在十三個國家中排名第一，其中包括澳洲、奧地利、比利時、加拿大、德國、法國、丹麥、芬蘭、挪威、蘇格蘭、瑞士和瑞典。在紐西蘭、英國、美國、日本、西班牙和義大利等十二個國家中，達到前五名。2014年12月22日，菲爾·路德向媒體表示：「這整件事情彷彿就像是一塊大乳酪球在那裡，老鼠們一見到就蜂擁而上搶食。不過算了，這就是人生，但我要大家知道那不是真實的我。大家都聽記者、法院亂說，你們應該聽聽我說的，我是個好人、我是一個很厲害的鼓手，不信的話你去問安格斯·楊，他會告訴你我說的沒錯。我現在要拿回我的工作，還要奪回我的名聲，我幹他媽的要全部拿回來」。然而，安格斯·楊卻表示：「那傢伙真該好好約束一下自己！」。
2015年2月8日，前鼓手克里斯·斯雷德與樂團一起出席了第57屆葛萊美獎頒獎典禮上的表演。後來證實他已經重新加入AC/DC，不是只支援葛萊美獎的表演，也會參加即將到來的巡迴演唱會。克里斯·斯雷德表示：「對我來說這是一個了不起的機會，畢竟大多數人都無緣和自己喜愛的樂團一起演奏，更別提我這已經是第二次了！我要感謝大家，非常感謝。我們為保密而道歉，請諒解這是正確的理由」。4月10日，樂團以美國印第奧為第一站，展開撼聲雷動世界巡迴演唱會。4月21日，菲爾·路德對於持有非法毒品以及威脅殺人等罪名認罪。他的辯護律師表示：「菲爾·路德本人對媒體會如何大做文章表示很感興趣」。此後不久，樂團的官方網站將菲爾·路德擔任樂團鼓手的字樣撤下，並用克里斯·斯雷德的字樣取代。7月9日，菲爾·路德被法官判決因藏毒而必需住家拘留八個月，恐嚇殺人則被判決約百萬元的罰緩。

#### 布萊恩·強森的全聾危機與退出（2016年）

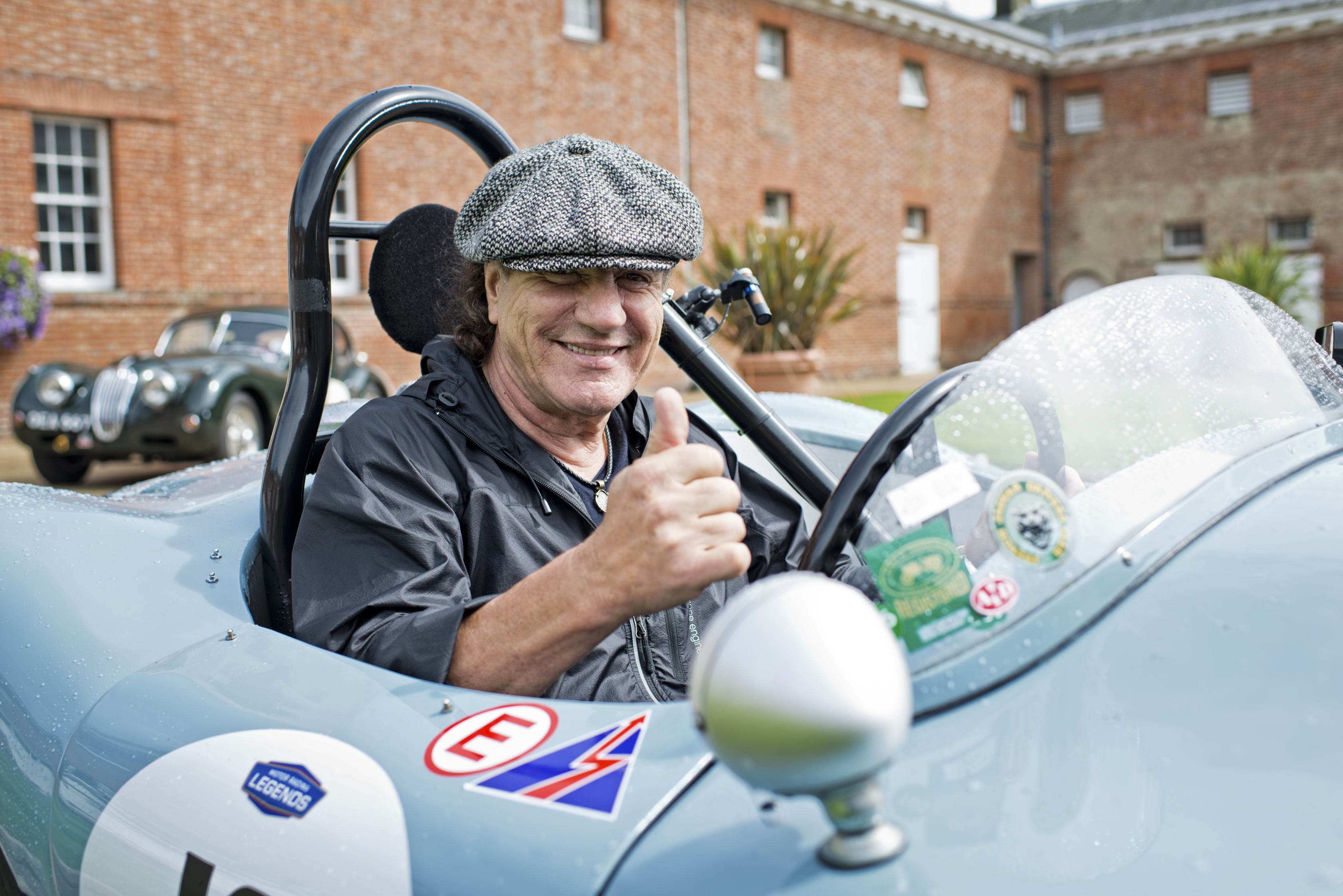
布萊恩·強森與古董賽車合影。

2016年3月7日，樂團宣布撼聲雷動世界巡迴演唱會的最後十個場次將重新安排，因為布萊恩·強森的聽力受損正在加速惡化中，他的醫生已經命令他立即停止演出，如果他繼續堅持在舞台上表演，聽力將會永遠喪失。十個取消的場地將在今年稍晚的時候再舉行，如果布萊恩·強森情況沒有好轉的話，樂團不排除邀請客座主唱來支援。布萊恩·強森本人在電視節目《霍華德斯特恩秀》中表示，他的聽力受損不是因為搖滾樂或三十六年來的AC/DC演唱會，而是他對賽車的狂熱興趣，因為在一場比賽中他忘記放耳塞就戴上安全帽，造成左耳聽力受損，與AC/DC的活動無關。在布萊恩·強森的私人網頁上，也的確充滿了AC/DC的演出照和各種他與賽車的照片。
然而在2016年3月15日，布萊恩·強森的好友、美國喜劇演員吉姆·布魯爾在他的節目中透露，布萊恩·強森認為自己在樂團中的地位可能不保，基本上他已經被安格斯·楊「踢到路邊了」。因為他認為這三十六年來自己根本只是個代班主唱，AC/DC可能會拋下他不管。當初被醫生診斷出聽力問題時，讓布萊恩·強森感覺失望的是樂團並沒有表示慰問或關心，只在瞭解情況後宣布可能要找客座主唱。這點讓他對安格斯·楊感到失望，畢竟在邦·史考特去世之後，布萊恩·強森和AC/DC還是推出了不錯的專輯《回歸黑暗》，並且一起奮鬥了將近四十年，但是在他聽力受損之後卻考慮找新的客座主唱，讓他認為這幾年的付出付諸流水。吉姆·布魯爾還補充說，安格斯·楊想要樂團再繼續活動個十年，至少再出一張專輯和一次世界巡迴演唱會。吉姆·布魯爾在節目之後表示自己誇大了布萊恩·強森的情緒，但他是不忍心看到好朋友如此沮喪：「布萊恩說他感到失落，而他只是想完成自己的工作，他只是希望如此」。
布萊恩·強森於2016年4月19日發表正式聲明：「3月7日，在與聽力領域的權威醫師進行一系列測試後我被告知，如果我繼續在大型場館表演，將會面臨完全耳聾的風險，那是我職業生涯中最黑暗的一天。有一段時間我意識到部分聽力損失，開始干擾我在舞台上的表現。我聽不清楚舞台上的吉他，也聽不清楚其他樂器的聲音，我擔心我的表演品質可能會受到影響。老實說，這是我的良知不允許發生的。我們的樂迷們應該得到最高水平的演出，但如果由於任何原因導致我無法提供這樣的演出，我不會讓我們的樂迷失望、也不會讓AC/DC的其他成員感到尷尬。過去三十六年來作為AC/DC的一部分，我一生的工作就是為了數百萬忠實樂迷錄音和演出，我無法想像沒有AC/DC的未來。但現在我別無選擇，言語不能表達我深切的感激和衷心的感謝，不僅僅是為了最近對我個人的善意言語和良好的祝福，也感謝你們對AC/DC多年忠實的支持，我也感謝安格斯和克里夫的支持。最後我想向樂迷保證，我不會退休，我的醫生告訴我可以繼續在錄音室工作，我也打算這樣。目前我的重點是繼續治療以改善我的聽力，希望健康狀況能有所改善，讓我重返演唱會現場。雖然結果是不確定的，但我仍保持樂觀的態度，只有時間能給出答案」。

### 艾索·羅斯時期（2016 - 2020年）

#### 艾索·羅斯加入（2016年）

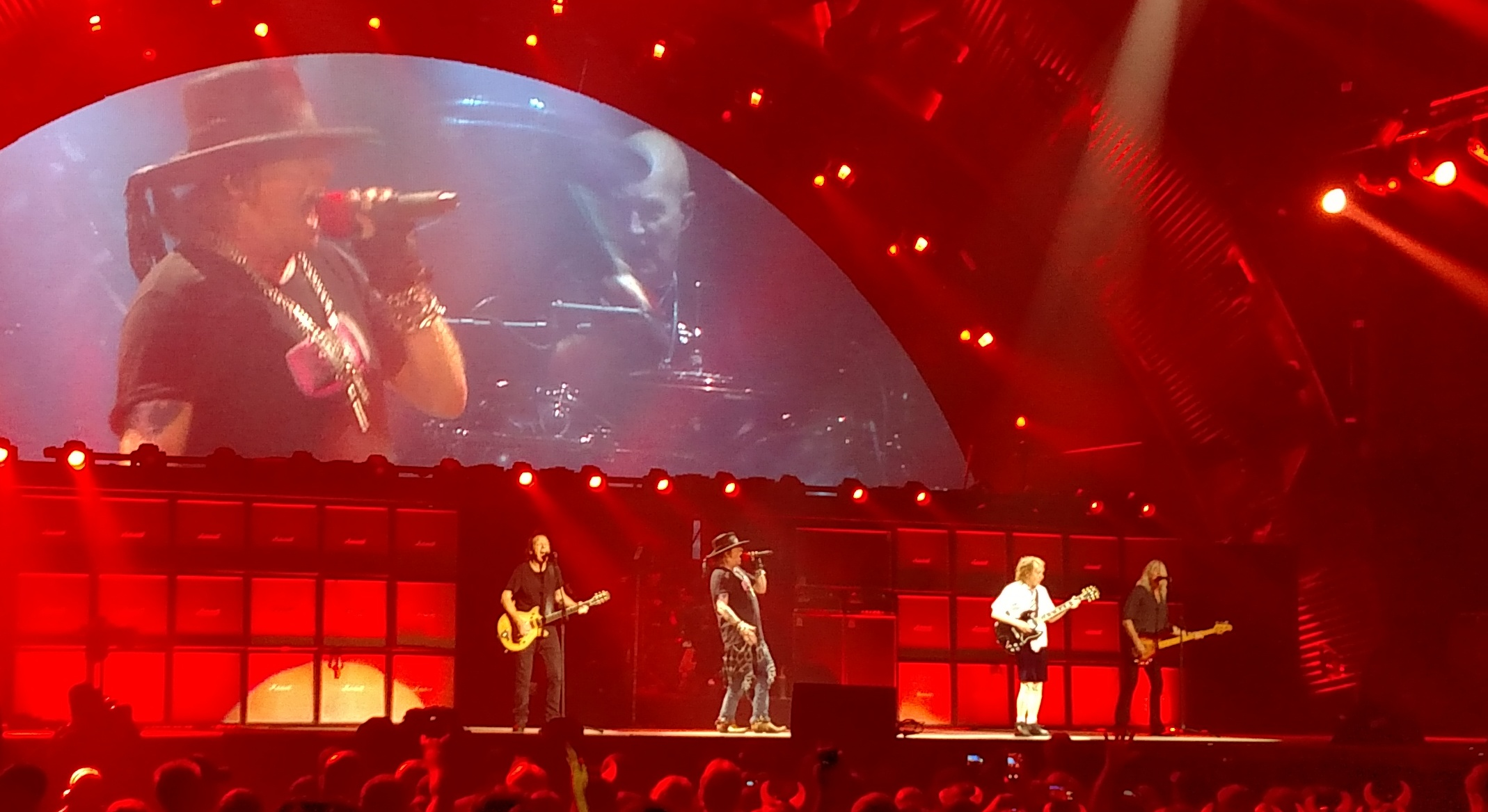
2016年的AC/DC，主唱已經換成艾索·羅斯。

2016年4月16日，AC/DC發布了一項聲明，宣佈2016年巡迴演唱會預定行程的剩餘時間內，增加槍與玫瑰成員艾索·羅斯擔任樂團的主唱。聲明如下：「AC/DC樂團成員感謝布萊恩·強森多年來對樂團的貢獻和犧牲精神，祝他一切都好，我們希望他的聽力問題和未來的發展盡可能順利。我們希望這次巡演盡快結束，我們明白、尊重和支持布萊恩決定中止演出並挽救他的聽力。我們一直致力於達成巡演，為的是向所有支持我們的樂迷履行承諾，回報他們多年來一直支持我們的心。幸運的是，艾索·羅斯已經提供了支援來幫助我們實現這一承諾。AC/DC將透過艾索·羅斯的歌聲，重新啟動撼聲雷動世界巡迴演唱會」。

#### 克里夫·威廉退休（2016年）

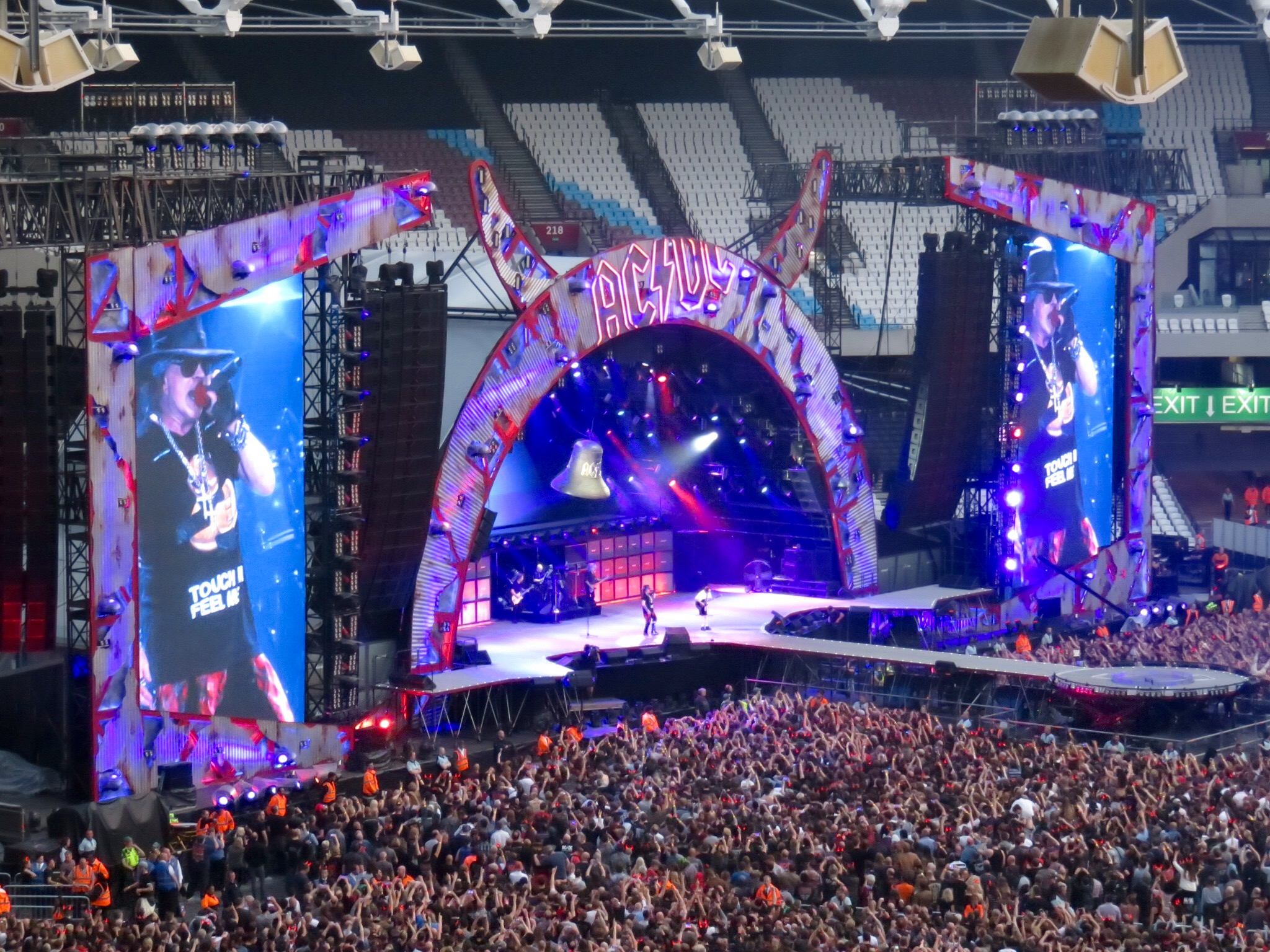
2016年在倫敦奧林匹克體育場表演的AC/DC

2016年7月8日，克里夫·威廉在接受媒體採訪時表示準備退休，他說：「我知道我們已經一起走過了四十年，但是這次巡演過後我將不再巡演、不再錄音。我們先是失去了馬爾科姆、然後是菲爾、現在又是布萊恩，一切都變了。我能夠感覺到自己做了正確選擇。當邦（邦·史考特）去世時，樂團就發生了改變。而現在已經改變得太多了，我想我已經準備好離開了，我知道我準備好了」。撼聲雷動世界巡迴演唱會於9月20日在美國費城舉行最後一站表演，在這場演出中，樂團核心人物安格斯·楊在舞台上拉著克里夫·威廉走向台前，讓現場樂迷表達對這位入團三十九年資深樂手的敬意：「女士們先生們，克里夫·威廉先生！」。9月21日，克里夫·威廉在樂團的官方頻道上傳一段影片，感謝這次巡演所有的支持者，並解釋自己想要退出樂團的原因：「到了離開的時候了，就是這樣。我只是準備做我自己的事情，不再整天演出。在每次巡演之間，我們只有很短的休息時間，所以我知道怎麼去做和去做些什麼。以後都是我自己的時間了，我非常開心，可以有和家人在一起的時光了。能夠和這些同伴們在一起，做這樣的音樂，我不能要求更多了」。
繼克里夫·威廉在最後一場撼聲雷動世界巡迴演唱會退休之後，樂團中的資深成員幾乎都已陸續離開。不過，僅存的創始人安格斯·揚宣布不會退休，AC/DC將會繼續前進，而客座主唱艾索·羅斯則成為樂團的正式成員，貝斯手將聘請新的人選。安格斯·揚還對艾索·羅斯表示了看法：「他有更多邦（邦·史考特）的風格——搖滾的角色。他有自己的幽默感，很快就抓到感覺。艾索有不同的音域，你可聽到他在邦的歌曲中用自己的方式詮釋，然後他也能夠換個方式唱布萊恩的歌，這是一種更高層次的領域」。
2017年11月18日，馬爾科姆·楊離世，享壽64歲。

### 成員調整和新專輯（2020年至今）

#### 團員回歸（2020年）
2020年9月28日，AC/DC 官方推特發佈一部僅10秒短片，畫面中伴隨著樂器插入放大器的聲音，一個傳統霓虹燈製的樂團經典閃電標誌在不停閃爍，最後開始發出穩定的紅色燈光。這導致許多人開始猜測樂團是否準備復出。
2020年9月30日，官方宣佈，布萊恩·強森、克里夫·威廉和菲爾·路德重返樂隊。

## 音樂風格與影響力

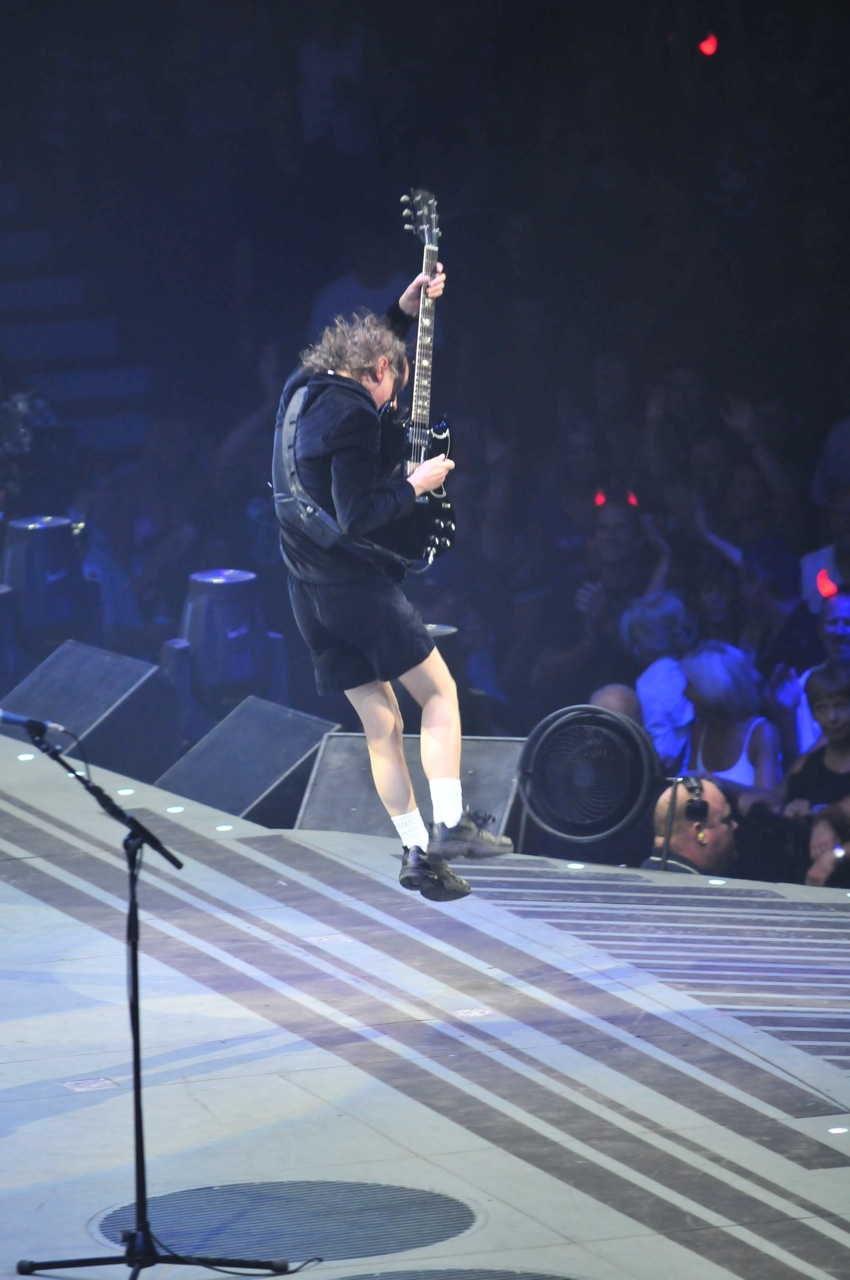
安格斯·楊的表演風格十分獨特，包括瘋癲的肢體動作、喜劇風格的小學生制服和滑稽的「鴨子步」。

AC/DC的音樂根植於傳統藍調與搖滾，追求極簡主義、原始主義和不多加修飾的搖滾樂。兩把吉他呈現出準確節奏和精力充沛的顫音，節奏吉他十分有力道，有很多切分音符，主奏吉他側重於小調五聲音階與十二小節藍調，以非常旋律性的方式相結合，有時候還能在吉他獨奏中聽見蘇格蘭民謠與琶音。安格斯·楊的吉他獨奏具有純粹的硬式搖滾／重金屬音樂邪惡特色，他與齊柏林飛船的吉米·佩奇、黑色安息日的東尼·艾歐密被樂界廣泛認為是推廣這種音調最重要的三個吉他手，各自具有容易辨別的吉他風格。隨著喜劇風格的小學生制服和滑稽的「鴨子步」標誌形象，安格斯·楊的吉他也塑造了獨一無二的風格，僅以簡單乾淨的和弦就能彈出具有強大煽動力的聲音。安格斯·楊曾透露：「很小的時候、大概五六歲左右，我就開始聽小理察了」。他表示受到哥哥馬爾科姆·楊、查克·貝里、弗雷德·金、馬迪·沃特斯、吉米·罕醉克斯、彼特·湯森、約翰·李·胡克，以及奇想樂團的〈你讓我神魂顛倒〉影響。他補充說，基思·理查茲和查克·貝里的表演風格也影響了他，形成戲謔滑稽的「鴨子步」動作和「抽筋」——躺在舞台地板上扭曲、旋轉、踢腳，同時一邊瘋狂的彈吉他。一般來說，搖滾歌曲節奏是由低音聲部的鼓和貝斯帶動行進的，吉他則是負責旋律聲部。然而，AC/DC通常由馬爾科姆·楊的吉他帶動歌曲行進，所有的電吉他和弦都有驅動作用，而鼓和貝斯完全是負責四個小節而已，幾乎沒有過門、補音或裝飾音。因此當歌曲行進到吉他獨奏的段落時，安格斯·楊的主奏吉他便會顯得非常閃耀。由於這個原因，令其他樂團難以重現AC/DC的獨特性。
AC/DC的音樂屬於硬式搖滾和藍調搖滾，有時會被音樂評論家、雜誌或樂迷歸類為重金屬音樂，特別是在1970年代至1980年代期間。例如1977年，美國密西根WSNL廣播電台在節目中的措辭便是「澳洲重金屬樂團AC/DC」。1983年《滾石雜誌搖滾樂百科》的條目開頭寫著「澳洲重金屬樂團AC/DC」。音樂作家伊恩·克里斯蒂在他的書《野獸之聲：重金屬完全甩頭史》裡面也寫道「《回歸黑暗》是有史以來最棒的重金屬專輯之一」。不過這樣的分類是有爭議性的，主要是時代不同、對音樂的評判標準也不同所致。搖滾歷史學家柯林頓·沃克解釋說：「在今日，稱1970年代的AC/DC是重金屬樂團已經變成不準確的了，以現在的標準來說他們是搖滾樂團。但他們剛出道的年代，那音樂可夠嗆的，又粗又麻。這個問題不僅是一個變動的定義，音樂風格和觀眾認同的標準也持續在變化中」。關於AC/DC最多的批評是——「四十年來的作品聽起來都一樣，從未改變」。而他們也獲得最多相同的讚美——「令人陶醉的搖滾樂」。樂團的歌詞主題大多圍繞在性愛、女子、飲酒、低俗笑話、搖滾樂、藐視威權等題材。美國線上音樂資料庫Allmusic形容過樂團兩任主唱歌聲上的區別——「邦·史考特聽起來像是罪犯，而布萊恩·強森聽起來像流氓」。
AC/DC在國際上獲得知名度後，出現了無數的模仿者。有許多樂團曾經表明受到AC/DC的影響，可以發現其影響力深入不同的派別中，除本身所處的硬式搖滾、藍調搖滾和重金屬音樂外，還有鞭擊金屬、華麗金屬、車庫搖滾、哥德搖滾、後龐克等。這些樂團和音樂人包括金屬製品、威豹樂隊、槍與玫瑰、麥加帝斯、 克魯小丑、埃利斯·庫珀、五指死拳、悄聲終結、詹姆斯·麥克、玫瑰紋身、容、螺旋樂團、老爹樂團、灰姑娘、布萊尼之狐、異教樂團、齊斯·艾本、悄聲暴動、高速樂團、毒藥樂團、扭曲姊妹、拿撒勒、噴射樂團、黑暗旋風、丹科瓊斯、柯瑞尼樂團、克羅卡斯樂團、犀牛桶、頂尖樂團、白蛇。在美國音樂頻道MTV播出的卡通影片系列《癟四與大頭蛋》中，兩位主角最喜愛的搖滾樂團就是AC/DC，角色之一的大頭蛋在每一集中都穿著印有AC/DC字樣的灰色T恤。
許多電影、電視影集、電視節目和電玩遊戲也喜愛使用AC/DC的歌曲作為插曲或配樂，包括《絕命終結站2》、《絕命終結站5》、《鋼鐵人》、《鋼鐵人2》、《復仇者聯盟》、《死侍2》、《搖滾教室》、《超級戰艦》、《自殺突擊隊》、《波西傑克森：神火之賊》、《騎士風雲錄》、《搖滾巨星》、《史密斯先生》、《功夫夢》、《魔鬼接班人》、《鐵男總動員》、《荒野大飆客》、《G型教主》、《家有兩個爸》、《進擊的大佬》、《小子難纏》、《亞當等大人》、《伴娘我最大》、《麥克邁：超能壞蛋》、《CSI犯罪現場：邁阿密》、《火線警探》、《黑道家族》、《怪醫豪斯》、《辛普森家庭》、《雙面女間諜》、《70年代秀》、《飛機總動員：打火英雄》、《樂透趴趴走》、《俏妞報到》、《末日重生》、《超自然檔案》、《檀島警騎2.0》、《犯罪心理》、《沉睡谷》、《追愛總動員》、《凸搥奶爸》、《警網急先鋒》、《鬼玩人》、《週六夜現場》、《英國達人》、《超級瑪利歐兄弟電影版》、《摔角狂熱》、《頂級跑車秀》、《俠盜獵車手：失落與詛咒》、《俠盜獵車手：酷男之歌》、《托尼·霍克職業滑板4》等。美國男演員傑克·布萊克在《搖滾教室》中也拿起與安格斯·楊同型號的吉普森SG電吉他、穿上小學生制服，模仿安格斯·楊的招牌動作。傑克·布萊克也向ABC新聞表示：「我們構思《搖滾教室》台詞的時候，總是不停的在想『如果換作是AC/DC，他們會怎麼做？』」。

## 現場表演
在AC/DC的演唱會後台，因為成員不喜歡改變使用習慣，所以總是會出現大量的古董設備，特別是音箱和電吉他，許多都是1970至1980年代的產品。另外他們追求高能量的音色，為了呈現最佳的搖滾效果，經常會使音箱頭過載而燒掉，最嚴重的一次是在歐洲演出中燒了三個音箱頭。安格斯·楊的演出吉他包括1967年和1970年製的吉普森SG，他幾乎每場演出從頭到尾都只使用一把琴而已，除非跑音才會換琴。馬爾科姆·楊和史提夫·楊也是如此，極少在現場表演中換吉他。馬爾科姆·楊將他的二號琴葛雷特西噴射火鳥送給了史提夫·楊。此外，AC/DC現場觀眾最著名的配件是頭上的「魔鬼角」，這是一種放置電池、能發出紅光的造型頭箍，在許多AC/DC的現場影片中可看到人海裡的群眾都戴著這種配件。它的典故來自於樂團第六張專輯《地獄公路》封面。2015年2月8日，AC/DC受邀在第57屆葛萊美獎頒獎典禮上表演時，許多在場來賓、歌手和藝人都紛紛戴起了「魔鬼角」頭箍，包括凱蒂·佩芮和費拉斯。這起「魔鬼角」突襲葛萊美獎的事件引起了一些議論，當時主辦單位還緊急在會場內公告「女士先生們，『魔鬼角』雖然是你們的私人物品，但是請勿在餘下的頒獎節目中繼續戴著它，感謝配合」。

## 音樂地位與世界紀錄

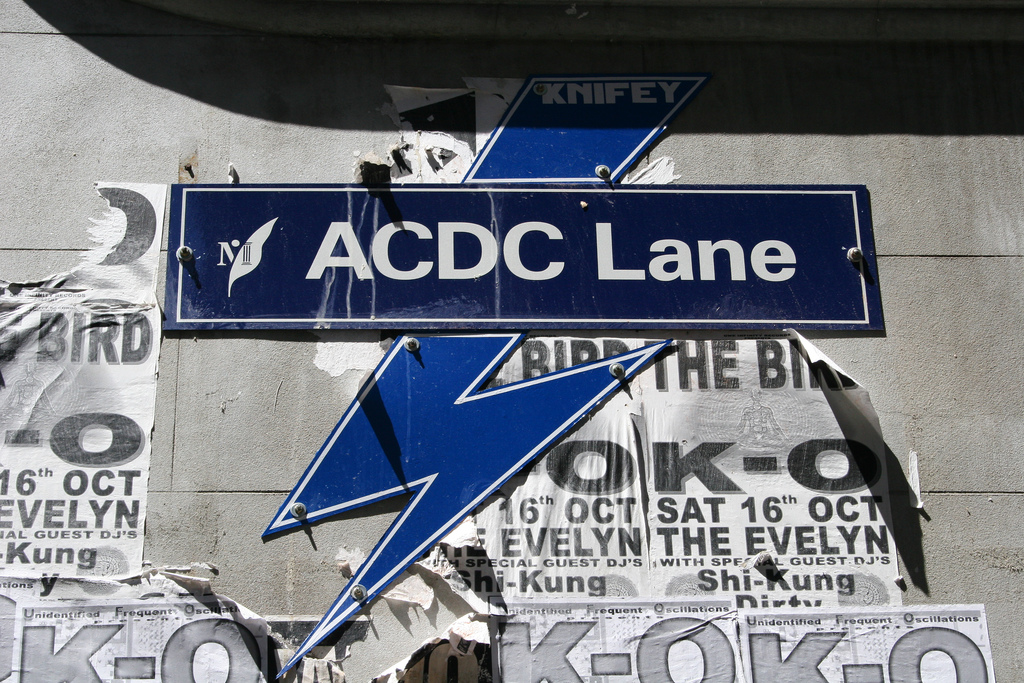
在澳洲墨爾本有一條ACDC巷，正是以AC/DC命名，不過因為受限當地街道登記法例的關係，樂團名字中間的斜線符號不能使用。

AC/DC在搖滾樂界中非常受到尊重，很大程度上是由於他們經典的重搖滾和傳奇的現場表演。2003年3月10日，AC/DC入選搖滾名人堂，在典禮上樂團表演了〈地獄公路〉和〈一夜激情〉。而史密斯飛船的主唱史蒂芬·泰勒也同台客串了和聲，他在引介致詞中將AC/DC的強力和弦描述為「從天而降的雷聲，就如同電流一般穿透你的身體」。在發表領獎感言時，布萊恩·強森還援引了1977年〈搖滾蔓延〉的歌詞。2003年5月，馬爾科姆·楊和安格斯·楊兄弟在2003年音樂獲獎者大獎中，榮獲泰德·阿爾伯特澳洲傑出音樂人獎，在領獎時，馬爾科姆·楊特別向邦·史考特致敬，強調他也是獲獎者。2008年，美國電視頻道VH1將AC/DC列為「百大優秀硬搖滾樂團」第4名，僅次於齊柏林飛船、黑色安息日與吉米·罕醉克斯體驗樂團。2010年，VH1再度將他們列為「有史以來最偉大的一百個音樂家」第23名。美國音樂頻道MTV也將AC/DC評為「有史以來最偉大的金屬樂團」第7名。知名唱片製作人瑞克·魯賓也在《滾石》雜誌上的一篇文章中評價AC/DC是「有史以來最偉大的搖滾樂團」。
2000年3月22日，西班牙萊加內斯（靠近馬德里附近）的市政府為了紀念AC/DC，以樂團的名字將一條街道取為「AC/DC街」。馬爾科姆·楊和安格斯·楊出席命名儀式，現場聚集眾多樂迷。當天稍晚的時候，這個剛安裝上去的路牌遭竊，外界猜測也許是某個樂迷或收藏家所為。兩小時後政府補上了路牌，失竊事件發生後三天，第二張路牌再度遭竊。由於「AC/DC街」的路牌多次失竊，迫使萊加內斯政府開始販售路牌的官方複製品。2004年10月1日，澳洲墨爾本市中心的一條公路改名為「ACDC巷」，以紀念這支傳奇樂團。不過因為受限當地街道登記法例的關係，樂團名字中間的斜線符號不能使用。這條街道靠近斯旺斯頓街，1975年12月8日時，AC/DC曾在這條路上拍攝〈搖滾咖很難出人頭地〉的音樂錄影帶。
2003年，《滾石》雜誌將樂團的第六張錄音室專輯《地獄公路》列為「史上最偉大的五百張專輯」第200名。而第七張錄音室專輯《回歸黑暗》則獲得許多媒體列入最佳作品的名單中。1989年，《滾石》雜誌將它列為「1980年代百大最佳專輯」第26名，同時專輯內的同名曲〈回歸黑暗〉也被該雜誌列為「歷來五百首最佳歌曲」第190名。2001年，美國電視頻道VH1將它列為「歷來一百張最佳專輯」第82名，同時專輯內的同名曲〈回歸黑暗〉也被該頻道列為「一百首最佳硬式搖滾歌曲」第2名。2003年，《滾石》雜誌將它列為「史上最偉大的五百張專輯」第77名。2006年，英國流行音樂雜誌《Q》將它列為「1980年代四十張最佳專輯」第9名。2010年，音樂指南書籍《澳洲百大最佳專輯》將它列為第2名。2005年，在另一本音樂指南書籍《死前必聽的一千零一張專輯》裡面，《回歸黑暗》也位居其中。1979年的〈地獄公路〉也是樂團最著名的歌曲之一，它在「滾石雜誌五百大歌曲」中位居第258名，搖滾名人堂也將〈地獄公路〉與〈回歸黑暗〉雙雙列入「五百首影響搖滾樂發展的歌曲」當中。2012年，澳洲國立影片與聲音檔案館將樂團1975年的歌曲〈搖滾咖很難出人頭地〉載入國家錄音登記處永久保存。
AC/DC已經在全球銷售了超過2億張唱片，包括美國國內的7970萬張銷售認證，是全球音樂史上最暢銷的音樂家第十一名，以及世界上第二大商業成功的重金屬樂團，僅次於齊柏林飛船。只憑2007年的紀錄，AC/DC就在美國賣出了1300萬張唱片，當時他們已經長達七年沒有推出新專輯。2011年，美國唱片業協會將樂團的唱片認證數字從6900萬張更新為7970萬張，使得AC/DC成為美國歷史上排名第十最暢銷的音樂人，一舉超越了瑪丹娜和瑪麗亞·凱莉。美國唱片業協會也再度認證《回歸黑暗》為2×鑽石唱片（銷售量超過2000萬張）。到2007年，《回歸黑暗》已在美國售出2200萬張。它目前的總銷量達到5000萬張，是全球最暢銷專輯第二名，僅次於麥可·傑克森的《顫慄》，也是全球史上銷量最高的樂團作品。AC/DC於2008年10月至2010年6月間舉行的黑冰風暴世界巡迴演唱會，累積票房達4.41億美元，是全球巡迴演唱會總票房排行第四高的音樂會，僅次於U2、滾石樂隊、羅傑·沃特斯。此外，儘管多年來他們選擇不發行數位版本的專輯，只發行實體光碟，但AC/DC的商業成功仍舊繼續蓬勃發展。不過從2012年11月開始，AC/DC的所有歷年專輯（除了《黃色炸藥》和澳洲版本的《高壓電》、《下流痞子》、《搖滾蔓延》之外）都可以在數位媒體網路商店iTunes Store上購買到。

## 語錄
| “           | 風格？我不認我們有什麼風格！我只是把吉他接上線，然後賣力去彈，那就是我的風格 ……也可以說，我沒有風格！ | ” |
| ——安格斯·楊 | |   |

| “           | 每當站上舞台，我體內的野性就被釋放了，簡直就像重新變回原始人一樣。演唱會結束後我要花六個小時才能冷靜下來。 | ” |
| ——安格斯·楊 | |   |

| “           | 我們做出來的所有歌曲基本上都是關於三件事：『喝酒、做愛、搖滾樂』。 | ” |
| ——邦·史考特 |                                                                    |   |

| “             | 如果人們想要深刻的歌詞，他們會去聽R.E.M.。但是他們到了深夜想回家做愛的時候，就會聽AC/DC了。 | ” |
| ——馬爾科姆·楊 |                                                                                             |   |

| “             | 到了外面就是做我們想做的，我們他媽的不在乎那些批評。我們演奏自己的音樂，就是這樣而已。 | ” |
| ——布萊恩·強森 |                                                                                        |   |

| “             | 當邦（邦·史考特）還在世的時候，他沒有得到外界應有的尊重。對此我感到很不爽。 | ” |
| ——布萊恩·強森 |                                                                             |   |

## 獲獎與提名
參見主條目：AC/DC獎項與提名列表

### 搖滾名人堂
| 年份   | 獲提名                                                                         | 獎項       | 結果 |
| ------ | ------------------------------------------------------------------------------ | ---------- | ---- |
| 2003年 | AC/DC — 安格斯·楊、馬爾科姆·楊、克里夫·威廉、邦·史考特、菲爾·路德、布萊恩·強森 | 搖滾名人堂 | 入選 |

### 葛萊美獎
| 年份   | 獲提名             | 獎項                     | 結果 |
| ------ | ------------------ | ------------------------ | ---- |
| 1989年 | 《炸毀影像》       | 最佳硬搖滾／金屬樂演奏獎 | 提名 |
| 1991年 | 《剃刀邊緣》       | 最佳硬式搖滾演奏獎       | 提名 |
| 1992年 | 〈有錢能使鬼推磨〉 | 最佳硬式搖滾演奏獎       | 提名 |
| 1994年 | 〈地獄公路〉       | 最佳硬式搖滾演奏獎       | 提名 |
| 2009年 | 〈搖滾列車〉       | 最佳搖滾團體演奏獎       | 提名 |
| 2010年 | 〈戰爭機器〉       | 最佳硬式搖滾演奏獎       | 獲獎 |
| 2010年 | 《黑冰風暴》       | 最佳搖滾專輯獎           | 提名 |

### 全美音樂獎
| 年份   | 獲提名 | 獎項                         | 結果 |
| ------ | ------ | ---------------------------- | ---- |
| 1982年 | AC/DC  | 最受歡迎流行團體／搖滾樂團獎 | 提名 |

### 澳洲唱片業協會音樂獎
| 年份   | 獲提名                 | 獎項                 | 結果 |
| ------ | ---------------------- | -------------------- | ---- |
| 1988年 | AC/DC                  | 澳洲唱片業協會名人堂 | 入選 |
| 2009年 | AC/DC                  | 最佳團體獎           | 提名 |
| 2009年 | 《黑冰風暴》           | 年度最佳專輯獎       | 提名 |
| 2009年 | 《黑冰風暴》           | 最佳搖滾專輯獎       | 獲獎 |
| 2009年 | 《黑冰風暴》           | 專輯銷售冠軍獎       | 獲獎 |
| 2011年 | 《阿根廷現場實況錄音》 | 最佳音樂影片獎       | 獲獎 |
| 2015年 | 《撼聲雷動》           | 最佳團體獎           | 提名 |

### 澳洲表演權益協會音樂獎
| 年份   | 獲提名                 | 獎項               | 結果 |
| ------ | ---------------------- | ------------------ | ---- |
| 1995年 | 〈重裝火力〉           | 澳洲海外表演成就獎 | 獲獎 |
| 2001年 | 〈搖滾咖很難出人頭地〉 | 澳洲十大金曲獎     | 獲獎 |
| 2006年 | 〈地獄公路〉           | 澳洲海外表演成就獎 | 提名 |
| 2007年 | 〈地獄公路〉           | 澳洲海外表演成就獎 | 提名 |
| 2009年 | 〈地獄公路〉           | 澳洲海外表演成就獎 | 獲獎 |
| 2010年 | 〈搖滾列車〉           | 澳洲海外表演成就獎 | 獲獎 |
| 2010年 | 安格斯·楊、馬爾科姆·楊 | 年度歌曲作者獎     | 獲獎 |
| 2011年 | 〈地獄公路〉           | 澳洲海外表演成就獎 | 獲獎 |

### MTV音樂錄影帶大獎
| 年份   | 獲提名       | 獎項                 | 結果 |
| ------ | ------------ | -------------------- | ---- |
| 1991年 | 〈如遭雷擊〉 | 最佳搖滾音樂錄影帶獎 | 提名 |

### 搖滾態度音樂獎
| 年份   | 獲提名 | 獎項       | 結果 |
| ------ | ------ | ---------- | ---- |
| 2008年 | AC/DC  | 最佳團聚獎 | 獲獎 |

## 成員列表
參見主條目：AC/DC成員列表
| - 安格斯·楊 – 主奏吉他（1973年 - 至今） 次要位置 – 和聲、節奏吉他、滑管吉他 - 史提維·楊 – 節奏吉他、和聲（1988年，2014年 - 至今） - 克里夫·威廉斯 – 貝斯、和聲（1977 - 2016年，2018年 - 至今） - 菲爾·路德 – 鼓（1975 - 1983年，1994 - 2015年，2018年 - 至今） - 布萊恩·強森 – 主唱、和聲（1980 - 2016年，2018年 - 至今） - 喬治·楊 – 貝斯、和聲、節奏吉他、鼓（1974年，1975年） - 丹尼斯·勞克林 – 主唱（1974年） - 約翰·普勞德 – 鼓（1974年） - 東尼·柯倫帝 – 鼓（1974年） - 布魯斯·浩威 – 貝斯（1975年） - 貝瑞·威爾遜 – 鼓（1983年） - 保羅·格雷格 – 貝斯（1991年） - 鮑勃·理查德茲 – 鼓（2014年） | - 戴夫·埃文斯 – 主唱（1973 - 1974年） - 馬爾科姆·楊 – 節奏吉他、和聲（1973 - 2014年） - 賴瑞·凡·克里特 – 貝斯、薩克斯風（1973 - 1974年，1975年） - 科林·伯吉斯 – 鼓（1973 - 1974年，1975年） - 邦·史考特 – 主唱、風笛（1974 - 1980年） - 尼爾·史密斯 – 貝斯（1974年） - 諾埃爾·泰勒 – 鼓（1974年） - 羅恩·卡本特 – 鼓（1974年） - 彼得·克拉克 – 鼓（1974 - 1975年） - 羅柏·貝利 – 貝斯（1974 - 1975年） - 羅素·科爾曼 – 鼓（1975年） - 保羅·麥特斯 – 貝斯（1975年） - 馬克·埃文斯 – 貝斯（1975 - 1977年） - 西門·萊特 – 鼓（1983 - 1989年） |

## 作品
更詳細的列表請參見主條目：AC/DC作品列表及AC/DC錄製歌曲列表
| - 高壓電（1975年2月17日，僅澳洲發行） - 黃色炸藥（1975年12月1日，僅澳洲、紐西蘭發行） - 高壓電（1976年4月30日，前兩張專輯的選輯，作為首張向國際發行的錄音室專輯） - 下流痞子（1976年9月20日） - 搖滾蔓延（1977年3月21日） - 電世紀（1978年5月5日） - 地獄公路（1979年7月27日） - 回歸黑暗（1980年7月25日） - 向搖滾致敬（1981年11月23日） - 跳電（1983年8月15日） - 飛越籓籬（1985年6月28日） - 炸毀影像（1988年1月18日） - 剃刀邊緣（1990年9月24日） - 轟天球（1995年9月26日） - 咬緊牙關（2000年2月28日） - 黑冰風暴（2008年10月17日） - 撼聲雷動（2014年11月28日） - 加足馬力（2020年11月13日） - 稱心如意（1978年10月13日） - 搖滾現場（1992年10月27日） - 搖滾現場典藏版（1992年10月27日） - 阿根廷現場實況錄音（2012年11月19日） | - 越獄大逃亡（1984年10月15日） - 誰才是老大（1986年5月24日） - 鋼鐵人2：電影原聲帶（2010年4月19日） - 搖滾火力套裝（1997年11月18日） - 衝破極限：1975-2003演唱會精華（2007年10月16日） - 私藏錄音選（2009年11月10日） - AC/DC：搖滾蔓延（1980年9月1日） - 飛越籓籬（1985年6月28日） - 誰才是老大（1986年5月24日） - AC/DC：搖滾現場（1991年，僅澳洲發行） - 搖滾剃刀（1991年） - 英國多靈頓現場實況（1992年10月26日） - 馬德里現場演唱會（1996年11月16日） - 堅定不移現場演唱會（2001年12月4日） - 家庭瑰寶（2005年3月28日） - 阿根廷現場實況暨演唱會紀實（2011年5月10日） |

## 巡迴演唱會
| 巡迴時間      | 巡演名稱                   |
| ------------- | -------------------------- |
| 1973 - 1975年 | 澳洲俱樂部巡迴演唱會       |
| 1975年        | 高壓電澳洲俱樂部巡迴演唱會 |
| 1975 - 1976年 | 黃色炸藥夏日巡迴演唱會     |
| 1976年        | 看好你家閨女巡迴演唱會     |
| 1976 - 1977年 | 下流搖滾大痞子巡迴演唱會   |
| 1977年        | 搖滾震撼巡迴演唱會         |
| 1978年        | 電流世代巡迴演唱會         |
| 1978 - 1979年 | 稱心如意巡迴演唱會         |
| 1979 - 1980年 | 地獄公路巡迴演唱會         |
| 1980 - 1981年 | 回歸黑暗巡迴演唱會         |
| 1981 - 1982年 | 向搖滾致敬巡迴演唱會       |
| 1983 - 1984年 | 跳電的搖滾怪獸巡迴演唱會   |
| 1985 - 1986年 | 飛越籓籬巡迴演唱會         |
| 1986年        | 誰才是老大世界巡迴演唱會   |
| 1988年        | 炸毀影像世界巡迴演唱會     |
| 1990 - 1991年 | 刀鋒邊緣世界巡迴演唱會     |
| 1996年        | 轟天球世界巡迴演唱會       |
| 2000 - 2001年 | 堅定不移世界巡迴演唱會     |
| 2003年        | 滾石俱樂部巡迴演唱會       |
| 2008 - 2010年 | 黑冰風暴世界巡迴演唱會     |
| 2015 - 2016年 | 撼聲雷動世界巡迴演唱會     |